# Llista d'asteroides (423001-424000)
Llista d'asteroides del 423.001 al 424.000, amb data de descoberta i descobridor. És un fragment de la llista d'asteroides completa. Als asteroides se'ls dona un número quan es confirma la seva òrbita, per tant apareixen llistats aproximadament segons la data de descobriment.

## 423001-423100
| Nom    | Designació provisional | Data de descobriment   | Lloc de descobriment | Descobridor/s            |
| ------ | ---------------------- | ---------------------- | -------------------- | ------------------------ |
| 423001 | 2003 SK247             | 26 de setembre de 2003 | Socorro              | LINEAR                   |
| 423002 | 2003 SH250             | 20 de setembre de 2003 | Socorro              | LINEAR                   |
| 423003 | 2003 SC254             | 27 de setembre de 2003 | Kitt Peak            | Spacewatch               |
| 423004 | 2003 SP259             | 28 de setembre de 2003 | Kitt Peak            | Spacewatch               |
| 423005 | 2003 SS263             | 28 de setembre de 2003 | Socorro              | LINEAR                   |
| 423006 | 2003 ST276             | 30 de setembre de 2003 | Kitt Peak            | Spacewatch               |
| 423007 | 2003 SO282             | 19 de setembre de 2003 | Kitt Peak            | Spacewatch               |
| 423008 | 2003 SO300             | 17 de setembre de 2003 | Palomar              | NEAT                     |
| 423009 | 2003 SZ325             | 18 de setembre de 2003 | Socorro              | LINEAR                   |
| 423010 | 2003 ST333             | 26 de setembre de 2003 | Apache Point         | Sloan Digital Sky Survey |
| 423011 | 2003 SD345             | 18 de setembre de 2003 | Anderson Mesa        | LONEOS                   |
| 423012 | 2003 SR373             | 26 de setembre de 2003 | Apache Point         | Sloan Digital Sky Survey |
| 423013 | 2003 SJ392             | 26 de setembre de 2003 | Apache Point         | Sloan Digital Sky Survey |
| 423014 | 2003 SG395             | 26 de setembre de 2003 | Apache Point         | Sloan Digital Sky Survey |
| 423015 | 2003 SR403             | 27 de setembre de 2003 | Kitt Peak            | Spacewatch               |
| 423016 | 2003 SQ405             | 27 de setembre de 2003 | Apache Point         | Sloan Digital Sky Survey |
| 423017 | 2003 SX407             | 27 de setembre de 2003 | Apache Point         | Sloan Digital Sky Survey |
| 423018 | 2003 SN412             | 28 de setembre de 2003 | Apache Point         | Sloan Digital Sky Survey |
| 423019 | 2003 SK420             | 29 de setembre de 2003 | Kitt Peak            | Spacewatch               |
| 423020 | 2003 SV427             | 26 de setembre de 2003 | Apache Point         | Sloan Digital Sky Survey |
| 423021 | 2003 SN430             | 17 de setembre de 2003 | Kitt Peak            | Spacewatch               |
| 423022 | 2003 TJ2               | 6 d'octubre de 2003    | Socorro              | LINEAR                   |
| 423023 | 2003 TW7               | 1 d'octubre de 2003    | Anderson Mesa        | LONEOS                   |
| 423024 | 2003 TN13              | 14 d'octubre de 2003   | Anderson Mesa        | LONEOS                   |
| 423025 | 2003 TB21              | 15 d'octubre de 2003   | Anderson Mesa        | LONEOS                   |
| 423026 | 2003 TH38              | 21 de setembre de 2003 | Kitt Peak            | Spacewatch               |
| 423027 | 2003 TO56              | 5 d'octubre de 2003    | Kitt Peak            | Spacewatch               |
| 423028 | 2003 UZ                | 16 d'octubre de 2003   | Kitt Peak            | Spacewatch               |
| 423029 | 2003 UJ1               | 16 d'octubre de 2003   | Palomar              | NEAT                     |
| 423030 | 2003 UD7               | 16 d'octubre de 2003   | Anderson Mesa        | LONEOS                   |
| 423031 | 2003 UO11              | 20 d'octubre de 2003   | Socorro              | LINEAR                   |
| 423032 | 2003 UP54              | 18 d'octubre de 2003   | Palomar              | NEAT                     |
| 423033 | 2003 UK59              | 17 d'octubre de 2003   | Anderson Mesa        | LONEOS                   |
| 423034 | 2003 UC66              | 16 d'octubre de 2003   | Palomar              | NEAT                     |
| 423035 | 2003 UR69              | 21 de setembre de 2003 | Kitt Peak            | Spacewatch               |
| 423036 | 2003 UP73              | 19 d'octubre de 2003   | Kitt Peak            | Spacewatch               |
| 423037 | 2003 UK74              | 16 d'octubre de 2003   | Campo Imperatore     | CINEOS                   |
| 423038 | 2003 UQ78              | 1 d'octubre de 2003    | Kitt Peak            | Spacewatch               |
| 423039 | 2003 UM91              | 20 d'octubre de 2003   | Socorro              | LINEAR                   |
| 423040 | 2003 UL101             | 20 d'octubre de 2003   | Kitt Peak            | Spacewatch               |
| 423041 | 2003 UF103             | 20 d'octubre de 2003   | Kitt Peak            | Spacewatch               |
| 423042 | 2003 US104             | 18 d'octubre de 2003   | Kitt Peak            | Spacewatch               |
| 423043 | 2003 UM120             | 18 d'octubre de 2003   | Kitt Peak            | Spacewatch               |
| 423044 | 2003 UE164             | 21 d'octubre de 2003   | Socorro              | LINEAR                   |
| 423045 | 2003 UA177             | 21 d'octubre de 2003   | Anderson Mesa        | LONEOS                   |
| 423046 | 2003 UE185             | 21 d'octubre de 2003   | Palomar              | NEAT                     |
| 423047 | 2003 UB188             | 22 d'octubre de 2003   | Socorro              | LINEAR                   |
| 423048 | 2003 UH191             | 1 d'octubre de 2003    | Kitt Peak            | Spacewatch               |
| 423049 | 2003 UA204             | 21 d'octubre de 2003   | Kitt Peak            | Spacewatch               |
| 423050 | 2003 UT230             | 23 d'octubre de 2003   | Kitt Peak            | Spacewatch               |
| 423051 | 2003 UY266             | 28 d'octubre de 2003   | Socorro              | LINEAR                   |
| 423052 | 2003 UN267             | 28 d'octubre de 2003   | Socorro              | LINEAR                   |
| 423053 | 2003 UL315             | 16 d'octubre de 2003   | Kitt Peak            | Spacewatch               |
| 423054 | 2003 UM316             | 24 d'octubre de 2003   | Socorro              | LINEAR                   |
| 423055 | 2003 US317             | 23 d'octubre de 2003   | Apache Point         | Sloan Digital Sky Survey |
| 423056 | 2003 UZ325             | 17 d'octubre de 2003   | Apache Point         | Sloan Digital Sky Survey |
| 423057 | 2003 UL339             | 3 d'octubre de 2003    | Kitt Peak            | Spacewatch               |
| 423058 | 2003 UQ353             | 19 d'octubre de 2003   | Apache Point         | Sloan Digital Sky Survey |
| 423059 | 2003 WS2               | 24 d'octubre de 2003   | Socorro              | LINEAR                   |
| 423060 | 2003 WK19              | 19 de novembre de 2003 | Socorro              | LINEAR                   |
| 423061 | 2003 WD47              | 18 de novembre de 2003 | Palomar              | NEAT                     |
| 423062 | 2003 WG68              | 19 de novembre de 2003 | Kitt Peak            | Spacewatch               |
| 423063 | 2003 WM79              | 20 de novembre de 2003 | Socorro              | LINEAR                   |
| 423064 | 2003 WW86              | 21 de novembre de 2003 | Socorro              | LINEAR                   |
| 423065 | 2003 WC94              | 19 de novembre de 2003 | Anderson Mesa        | LONEOS                   |
| 423066 | 2003 WG102             | 21 de novembre de 2003 | Socorro              | LINEAR                   |
| 423067 | 2003 WA123             | 20 de novembre de 2003 | Socorro              | LINEAR                   |
| 423068 | 2003 WJ129             | 21 de novembre de 2003 | Socorro              | LINEAR                   |
| 423069 | 2003 WG151             | 26 de novembre de 2003 | Kitt Peak            | Spacewatch               |
| 423070 | 2003 WZ152             | 25 d'octubre de 2003   | Socorro              | LINEAR                   |
| 423071 | 2003 WN166             | 18 de novembre de 2003 | Catalina             | CSS                      |
| 423072 | 2003 WY192             | 21 de novembre de 2003 | Socorro              | LINEAR                   |
| 423073 | 2003 WB194             | 19 de novembre de 2003 | Kitt Peak            | Spacewatch               |
| 423074 | 2003 WG194             | 26 de novembre de 2003 | Kitt Peak            | Spacewatch               |
| 423075 | 2003 WP194             | 16 de novembre de 2003 | Kitt Peak            | Spacewatch               |
| 423076 | 2003 XV14              | 14 de desembre de 2003 | Palomar              | NEAT                     |
| 423077 | 2003 XL15              | 15 de desembre de 2003 | Needville            | Needville                |
| 423078 | 2003 XC25              | 1 de desembre de 2003  | Kitt Peak            | Spacewatch               |
| 423079 | 2003 XX26              | 1 de desembre de 2003  | Socorro              | LINEAR                   |
| 423080 | 2003 XL30              | 1 de desembre de 2003  | Kitt Peak            | Spacewatch               |
| 423081 | 2003 XN34              | 1 de desembre de 2003  | Kitt Peak            | Spacewatch               |
| 423082 | 2003 YA1               | 17 de desembre de 2003 | Socorro              | LINEAR                   |
| 423083 | 2003 YH31              | 18 de desembre de 2003 | Socorro              | LINEAR                   |
| 423084 | 2003 YU36              | 17 de desembre de 2003 | Kitt Peak            | Spacewatch               |
| 423085 | 2003 YF42              | 19 de desembre de 2003 | Kitt Peak            | Spacewatch               |
| 423086 | 2003 YZ44              | 20 de desembre de 2003 | Socorro              | LINEAR                   |
| 423087 | 2003 YC72              | 18 de desembre de 2003 | Socorro              | LINEAR                   |
| 423088 | 2003 YA88              | 19 de desembre de 2003 | Socorro              | LINEAR                   |
| 423089 | 2003 YV88              | 19 de desembre de 2003 | Kitt Peak            | Spacewatch               |
| 423090 | 2003 YX93              | 21 de desembre de 2003 | Kitt Peak            | Spacewatch               |
| 423091 | 2003 YX109             | 23 de desembre de 2003 | Socorro              | LINEAR                   |
| 423092 | 2003 YW112             | 23 de desembre de 2003 | Socorro              | LINEAR                   |
| 423093 | 2003 YS127             | 27 de desembre de 2003 | Socorro              | LINEAR                   |
| 423094 | 2003 YL129             | 27 de desembre de 2003 | Socorro              | LINEAR                   |
| 423095 | 2003 YZ144             | 28 de desembre de 2003 | Socorro              | LINEAR                   |
| 423096 | 2003 YJ160             | 17 de desembre de 2003 | Socorro              | LINEAR                   |
| 423097 | 2003 YL177             | 16 de desembre de 2003 | Mauna Kea            | D. D. Balam              |
| 423098 | 2004 AD3               | 28 de desembre de 2003 | Socorro              | LINEAR                   |
| 423099 | 2004 AZ18              | 15 de gener de 2004    | Kitt Peak            | Spacewatch               |
| 423100 | 2004 BX1               | 17 de gener de 2004    | Palomar              | NEAT                     |

## 423101-423200
| Nom    | Designació provisional | Data de descobriment   | Lloc de descobriment | Descobridor/s            |
| ------ | ---------------------- | ---------------------- | -------------------- | ------------------------ |
| 423101 | 2004 BB4               | 16 de gener de 2004    | Palomar              | NEAT                     |
| 423102 | 2004 BG5               | 16 de gener de 2004    | Palomar              | NEAT                     |
| 423103 | 2004 BM6               | 16 de gener de 2004    | Kitt Peak            | Spacewatch               |
| 423104 | 2004 BL12              | 17 de gener de 2004    | Palomar              | NEAT                     |
| 423105 | 2004 BF13              | 17 de gener de 2004    | Palomar              | NEAT                     |
| 423106 | 2004 BF17              | 17 de gener de 2004    | Palomar              | NEAT                     |
| 423107 | 2004 BL17              | 17 de gener de 2004    | Palomar              | NEAT                     |
| 423108 | 2004 BC18              | 18 de gener de 2004    | Catalina             | CSS                      |
| 423109 | 2004 BB23              | 17 de gener de 2004    | Palomar              | NEAT                     |
| 423110 | 2004 BU26              | 18 de desembre de 2003 | Socorro              | LINEAR                   |
| 423111 | 2004 BT54              | 22 de gener de 2004    | Socorro              | LINEAR                   |
| 423112 | 2004 BB79              | 22 de gener de 2004    | Socorro              | LINEAR                   |
| 423113 | 2004 BT95              | 17 de gener de 2004    | Palomar              | NEAT                     |
| 423114 | 2004 BG96              | 24 de gener de 2004    | Socorro              | LINEAR                   |
| 423115 | 2004 BM96              | 24 de gener de 2004    | Socorro              | LINEAR                   |
| 423116 | 2004 BH98              | 27 de gener de 2004    | Kitt Peak            | Spacewatch               |
| 423117 | 2004 BZ108             | 28 de gener de 2004    | Catalina             | CSS                      |
| 423118 | 2004 BV109             | 28 de gener de 2004    | Kitt Peak            | Spacewatch               |
| 423119 | 2004 BR112             | 13 de gener de 2004    | Kitt Peak            | Spacewatch               |
| 423120 | 2004 BE119             | 30 de gener de 2004    | Socorro              | LINEAR                   |
| 423121 | 2004 BL130             | 16 de gener de 2004    | Kitt Peak            | Spacewatch               |
| 423122 | 2004 BY138             | 18 de setembre de 1995 | Kitt Peak            | Spacewatch               |
| 423123 | 2004 BC141             | 19 de gener de 2004    | Kitt Peak            | Spacewatch               |
| 423124 | 2004 CW                | 28 de desembre de 2003 | Socorro              | LINEAR                   |
| 423125 | 2004 CX14              | 11 de febrer de 2004   | Kitt Peak            | Spacewatch               |
| 423126 | 2004 CA17              | 11 de febrer de 2004   | Kitt Peak            | Spacewatch               |
| 423127 | 2004 CP20              | 11 de febrer de 2004   | Kitt Peak            | Spacewatch               |
| 423128 | 2004 CU21              | 11 de febrer de 2004   | Palomar              | NEAT                     |
| 423129 | 2004 CR29              | 30 de gener de 2004    | Kitt Peak            | Spacewatch               |
| 423130 | 2004 CT32              | 30 de gener de 2004    | Kitt Peak            | Spacewatch               |
| 423131 | 2004 CR33              | 12 de febrer de 2004   | Kitt Peak            | Spacewatch               |
| 423132 | 2004 CV44              | 13 de febrer de 2004   | Kitt Peak            | Spacewatch               |
| 423133 | 2004 CV53              | 11 de febrer de 2004   | Kitt Peak            | Spacewatch               |
| 423134 | 2004 CO58              | 10 de febrer de 2004   | Palomar              | NEAT                     |
| 423135 | 2004 CX63              | 13 de febrer de 2004   | Palomar              | NEAT                     |
| 423136 | 2004 CC82              | 12 de febrer de 2004   | Kitt Peak            | Spacewatch               |
| 423137 | 2004 CR89              | 11 de febrer de 2004   | Kitt Peak            | Spacewatch               |
| 423138 | 2004 CJ92              | 14 de febrer de 2004   | Socorro              | LINEAR                   |
| 423139 | 2004 CK109             | 15 de febrer de 2004   | Haleakala            | NEAT                     |
| 423140 | 2004 CW110             | 24 de gener de 2004    | Socorro              | LINEAR                   |
| 423141 | 2004 DJ18              | 18 de febrer de 2004   | Haleakala            | NEAT                     |
| 423142 | 2004 DK56              | 22 de febrer de 2004   | Kitt Peak            | Spacewatch               |
| 423143 | 2004 DO59              | 25 de febrer de 2004   | Desert Eagle         | W. K. Y. Yeung           |
| 423144 | 2004 DR62              | 26 de febrer de 2004   | Socorro              | LINEAR                   |
| 423145 | 2004 DU65              | 23 de febrer de 2004   | Socorro              | LINEAR                   |
| 423146 | 2004 EA1               | 10 de març de 2004     | Palomar              | NEAT                     |
| 423147 | 2004 EX13              | 11 de març de 2004     | Palomar              | NEAT                     |
| 423148 | 2004 EA33              | 15 de març de 2004     | Palomar              | NEAT                     |
| 423149 | 2004 EK33              | 13 de febrer de 2004   | Kitt Peak            | Spacewatch               |
| 423150 | 2004 ET47              | 15 de març de 2004     | Catalina             | CSS                      |
| 423151 | 2004 EK59              | 15 de març de 2004     | Palomar              | NEAT                     |
| 423152 | 2004 EF67              | 15 de març de 2004     | Kitt Peak            | Spacewatch               |
| 423153 | 2004 EZ74              | 14 de març de 2004     | Kitt Peak            | Spacewatch               |
| 423154 | 2004 ED77              | 15 de març de 2004     | Catalina             | CSS                      |
| 423155 | 2004 EN81              | 15 de març de 2004     | Socorro              | LINEAR                   |
| 423156 | 2004 EJ90              | 14 de març de 2004     | Kitt Peak            | Spacewatch               |
| 423157 | 2004 ET90              | 14 de març de 2004     | Kitt Peak            | Spacewatch               |
| 423158 | 2004 EU96              | 12 de març de 2004     | Palomar              | NEAT                     |
| 423159 | 2004 EB107             | 15 de març de 2004     | Kitt Peak            | Spacewatch               |
| 423160 | 2004 EZ114             | 14 de març de 2004     | Kitt Peak            | Spacewatch               |
| 423161 | 2004 FG                | 16 de març de 2004     | Junk Bond            | D. Healy                 |
| 423162 | 2004 FD1               | 17 de març de 2004     | Socorro              | LINEAR                   |
| 423163 | 2004 FD18              | 25 de març de 2004     | Wrightwood           | J. W. Young              |
| 423164 | 2004 FE21              | 19 de febrer de 2004   | Socorro              | LINEAR                   |
| 423165 | 2004 FY24              | 17 de març de 2004     | Socorro              | LINEAR                   |
| 423166 | 2004 FR34              | 16 de març de 2004     | Socorro              | LINEAR                   |
| 423167 | 2004 FY46              | 17 de març de 2004     | Socorro              | LINEAR                   |
| 423168 | 2004 FO55              | 19 de març de 2004     | Socorro              | LINEAR                   |
| 423169 | 2004 FW58              | 17 de març de 2004     | Kitt Peak            | Spacewatch               |
| 423170 | 2004 FO82              | 17 de març de 2004     | Kitt Peak            | Spacewatch               |
| 423171 | 2004 FS94              | 18 de març de 2004     | Palomar              | NEAT                     |
| 423172 | 2004 FF157             | 17 de març de 2004     | Kitt Peak            | Spacewatch               |
| 423173 | 2004 FS166             | 25 de març de 2004     | Siding Spring        | Siding Spring Survey     |
| 423174 | 2004 GA5               | 11 d'abril de 2004     | Palomar              | NEAT                     |
| 423175 | 2004 GZ8               | 12 d'abril de 2004     | Kitt Peak            | Spacewatch               |
| 423176 | 2004 GJ27              | 15 d'abril de 2004     | Socorro              | LINEAR                   |
| 423177 | 2004 GU32              | 27 de març de 2004     | Socorro              | LINEAR                   |
| 423178 | 2004 GA63              | 13 d'abril de 2004     | Kitt Peak            | Spacewatch               |
| 423179 | 2004 GV74              | 15 d'abril de 2004     | Socorro              | LINEAR                   |
| 423180 | 2004 GU77              | 15 d'abril de 2004     | Socorro              | LINEAR                   |
| 423181 | 2004 GM86              | 14 d'abril de 2004     | Kitt Peak            | Spacewatch               |
| 423182 | 2004 HH45              | 21 d'abril de 2004     | Socorro              | LINEAR                   |
| 423183 | 2004 JE48              | 13 de maig de 2004     | Kitt Peak            | Spacewatch               |
| 423184 | 2004 JS49              | 13 de maig de 2004     | Kitt Peak            | Spacewatch               |
| 423185 | 2004 KU10              | 18 de maig de 2004     | Socorro              | LINEAR                   |
| 423186 | 2004 LK1               | 9 de juny de 2004      | Socorro              | LINEAR                   |
| 423187 | 2004 LC13              | 11 de juny de 2004     | Campo Imperatore     | CINEOS                   |
| 423188 | 2004 NO8               | 10 de juliol de 2004   | Needville            | J. Dellinger, M. Eastman |
| 423189 | 2004 NL15              | 11 de juliol de 2004   | Socorro              | LINEAR                   |
| 423190 | 2004 NM18              | 14 de juliol de 2004   | Socorro              | LINEAR                   |
| 423191 | 2004 NK19              | 25 de juny de 2004     | Kitt Peak            | Spacewatch               |
| 423192 | 2004 NT22              | 11 de juliol de 2004   | Socorro              | LINEAR                   |
| 423193 | 2004 NP24              | 15 de juliol de 2004   | Socorro              | LINEAR                   |
| 423194 | 2004 OF15              | 16 de juliol de 2004   | Cerro Tololo         | M. W. Buie               |
| 423195 | 2004 PQ2               | 6 d'agost de 2004      | Palomar              | NEAT                     |
| 423196 | 2004 PY12              | 7 d'agost de 2004      | Palomar              | NEAT                     |
| 423197 | 2004 PA27              | 10 d'agost de 2004     | Wrightwood           | M. Vale                  |
| 423198 | 2004 PR30              | 8 d'agost de 2004      | Socorro              | LINEAR                   |
| 423199 | 2004 PF35              | 8 d'agost de 2004      | Anderson Mesa        | LONEOS                   |
| 423200 | 2004 PF47              | 8 d'agost de 2004      | Palomar              | NEAT                     |

## 423201-423300
| Nom    | Designació provisional | Data de descobriment   | Lloc de descobriment | Descobridor/s        |
| ------ | ---------------------- | ---------------------- | -------------------- | -------------------- |
| 423201 | 2004 PW68              | 17 de juliol de 2004   | Socorro              | LINEAR               |
| 423202 | 2004 PX76              | 9 d'agost de 2004      | Socorro              | LINEAR               |
| 423203 | 2004 QC28              | 25 d'agost de 2004     | Kitt Peak            | Spacewatch           |
| 423204 | 2004 QE28              | 23 d'agost de 2004     | Kitt Peak            | Spacewatch           |
| 423205 | 2004 RS1               | 5 de setembre de 2004  | Vicques              | M. Ory               |
| 423206 | 2004 RK6               | 20 de juliol de 2004   | Siding Spring        | Siding Spring Survey |
| 423207 | 2004 RA8               | 6 de setembre de 2004  | Vicques              | M. Ory               |
| 423208 | 2004 RB55              | 8 de setembre de 2004  | Socorro              | LINEAR               |
| 423209 | 2004 RQ63              | 8 de setembre de 2004  | Socorro              | LINEAR               |
| 423210 | 2004 RD84              | 10 de setembre de 2004 | Socorro              | LINEAR               |
| 423211 | 2004 RO112             | 6 de setembre de 2004  | Socorro              | LINEAR               |
| 423212 | 2004 RJ119             | 7 de setembre de 2004  | Kitt Peak            | Spacewatch           |
| 423213 | 2004 RA138             | 8 de setembre de 2004  | Palomar              | NEAT                 |
| 423214 | 2004 RJ140             | 10 d'agost de 2004     | Socorro              | LINEAR               |
| 423215 | 2004 RS145             | 9 de setembre de 2004  | Socorro              | LINEAR               |
| 423216 | 2004 RU154             | 10 de setembre de 2004 | Socorro              | LINEAR               |
| 423217 | 2004 RE158             | 10 de setembre de 2004 | Socorro              | LINEAR               |
| 423218 | 2004 RO176             | 10 de setembre de 2004 | Socorro              | LINEAR               |
| 423219 | 2004 RG189             | 10 de setembre de 2004 | Socorro              | LINEAR               |
| 423220 | 2004 RS191             | 10 de setembre de 2004 | Socorro              | LINEAR               |
| 423221 | 2004 RP201             | 10 de setembre de 2004 | Kitt Peak            | Spacewatch           |
| 423222 | 2004 RB204             | 23 d'agost de 2004     | Kitt Peak            | Spacewatch           |
| 423223 | 2004 RF205             | 8 de setembre de 2004  | Palomar              | NEAT                 |
| 423224 | 2004 RV210             | 11 de setembre de 2004 | Socorro              | LINEAR               |
| 423225 | 2004 RR227             | 9 de setembre de 2004  | Kitt Peak            | Spacewatch           |
| 423226 | 2004 RT236             | 10 de setembre de 2004 | Kitt Peak            | Spacewatch           |
| 423227 | 2004 RE268             | 11 de setembre de 2004 | Kitt Peak            | Spacewatch           |
| 423228 | 2004 RU268             | 11 de setembre de 2004 | Kitt Peak            | Spacewatch           |
| 423229 | 2004 RV291             | 10 de setembre de 2004 | Socorro              | LINEAR               |
| 423230 | 2004 RD320             | 13 de setembre de 2004 | Socorro              | LINEAR               |
| 423231 | 2004 RU346             | 11 de setembre de 2004 | Socorro              | LINEAR               |
| 423232 | 2004 SY18              | 18 de setembre de 2004 | Socorro              | LINEAR               |
| 423233 | 2004 SS25              | 22 de setembre de 2004 | Desert Eagle         | W. K. Y. Yeung       |
| 423234 | 2004 SD32              | 17 de setembre de 2004 | Socorro              | LINEAR               |
| 423235 | 2004 SL36              | 17 de setembre de 2004 | Kitt Peak            | Spacewatch           |
| 423236 | 2004 SW47              | 10 de setembre de 2004 | Socorro              | LINEAR               |
| 423237 | 2004 SG55              | 23 de setembre de 2004 | Kitt Peak            | Spacewatch           |
| 423238 | 2004 TP28              | 15 de setembre de 2004 | Socorro              | LINEAR               |
| 423239 | 2004 TB35              | 4 d'octubre de 2004    | Kitt Peak            | Spacewatch           |
| 423240 | 2004 TT62              | 17 de setembre de 2004 | Kitt Peak            | Spacewatch           |
| 423241 | 2004 TL78              | 4 d'octubre de 2004    | Socorro              | LINEAR               |
| 423242 | 2004 TO87              | 5 d'octubre de 2004    | Kitt Peak            | Spacewatch           |
| 423243 | 2004 TK88              | 5 d'octubre de 2004    | Kitt Peak            | Spacewatch           |
| 423244 | 2004 TU136             | 8 d'octubre de 2004    | Anderson Mesa        | LONEOS               |
| 423245 | 2004 TT140             | 4 d'octubre de 2004    | Kitt Peak            | Spacewatch           |
| 423246 | 2004 TP142             | 22 de setembre de 2004 | Kitt Peak            | Spacewatch           |
| 423247 | 2004 TB146             | 5 d'octubre de 2004    | Kitt Peak            | Spacewatch           |
| 423248 | 2004 TJ148             | 23 de setembre de 2004 | Kitt Peak            | Spacewatch           |
| 423249 | 2004 TA154             | 6 d'octubre de 2004    | Kitt Peak            | Spacewatch           |
| 423250 | 2004 TV165             | 7 d'octubre de 2004    | Kitt Peak            | Spacewatch           |
| 423251 | 2004 TS183             | 7 d'octubre de 2004    | Kitt Peak            | Spacewatch           |
| 423252 | 2004 TU194             | 7 d'octubre de 2004    | Kitt Peak            | Spacewatch           |
| 423253 | 2004 TW195             | 7 d'octubre de 2004    | Kitt Peak            | Spacewatch           |
| 423254 | 2004 TG206             | 7 d'octubre de 2004    | Kitt Peak            | Spacewatch           |
| 423255 | 2004 TR206             | 7 d'octubre de 2004    | Kitt Peak            | Spacewatch           |
| 423256 | 2004 TX273             | 9 d'octubre de 2004    | Kitt Peak            | Spacewatch           |
| 423257 | 2004 TW276             | 9 d'octubre de 2004    | Kitt Peak            | Spacewatch           |
| 423258 | 2004 TX282             | 7 d'octubre de 2004    | Palomar              | NEAT                 |
| 423259 | 2004 TF293             | 10 d'octubre de 2004   | Kitt Peak            | Spacewatch           |
| 423260 | 2004 TP294             | 10 d'octubre de 2004   | Kitt Peak            | Spacewatch           |
| 423261 | 2004 TO317             | 11 d'octubre de 2004   | Kitt Peak            | Spacewatch           |
| 423262 | 2004 TJ325             | 4 d'octubre de 2004    | Kitt Peak            | Spacewatch           |
| 423263 | 2004 TF326             | 14 d'octubre de 2004   | Kitt Peak            | Spacewatch           |
| 423264 | 2004 TK334             | 22 d'agost de 2004     | Kitt Peak            | Spacewatch           |
| 423265 | 2004 TY339             | 17 de setembre de 2004 | Kitt Peak            | Spacewatch           |
| 423266 | 2004 VE8               | 3 de novembre de 2004  | Kitt Peak            | Spacewatch           |
| 423267 | 2004 VK12              | 3 de novembre de 2004  | Palomar              | NEAT                 |
| 423268 | 2004 VC22              | 4 de novembre de 2004  | Catalina             | CSS                  |
| 423269 | 2004 VX28              | 8 de novembre de 2004  | Vicques              | M. Ory               |
| 423270 | 2004 VU42              | 15 d'octubre de 2004   | Mount Lemmon         | Mt. Lemmon Survey    |
| 423271 | 2004 VF49              | 4 de novembre de 2004  | Kitt Peak            | Spacewatch           |
| 423272 | 2004 VU80              | 4 de novembre de 2004  | Kitt Peak            | Spacewatch           |
| 423273 | 2004 VA88              | 11 de novembre de 2004 | Kitt Peak            | Spacewatch           |
| 423274 | 2004 VM89              | 11 de novembre de 2004 | Kitt Peak            | Spacewatch           |
| 423275 | 2004 WG7               | 15 d'octubre de 2004   | Kitt Peak            | Spacewatch           |
| 423276 | 2004 WW11              | 17 de novembre de 2004 | Campo Imperatore     | CINEOS               |
| 423277 | 2004 XG3               | 3 de desembre de 2004  | Nashville            | R. Clingan           |
| 423278 | 2004 XU44              | 7 de desembre de 2004  | Socorro              | LINEAR               |
| 423279 | 2004 XS78              | 10 de desembre de 2004 | Socorro              | LINEAR               |
| 423280 | 2004 YU13              | 18 de desembre de 2004 | Mount Lemmon         | Mt. Lemmon Survey    |
| 423281 | 2004 YN19              | 18 de desembre de 2004 | Mount Lemmon         | Mt. Lemmon Survey    |
| 423282 | 2004 YE34              | 18 de desembre de 2004 | Mount Lemmon         | Mt. Lemmon Survey    |
| 423283 | 2005 AH28              | 10 de gener de 2005    | Kitami               | K. Endate            |
| 423284 | 2005 AR75              | 15 de gener de 2005    | Kitt Peak            | Spacewatch           |
| 423285 | 2005 BM18              | 16 de gener de 2005    | Kitt Peak            | Spacewatch           |
| 423286 | 2005 CE7               | 2 de febrer de 2005    | Socorro              | LINEAR               |
| 423287 | 2005 CR31              | 1 de febrer de 2005    | Kitt Peak            | Spacewatch           |
| 423288 | 2005 EB6               | 1 de març de 2005      | Kitt Peak            | Spacewatch           |
| 423289 | 2005 EO17              | 3 de març de 2005      | Kitt Peak            | Spacewatch           |
| 423290 | 2005 ER18              | 3 de març de 2005      | Kitt Peak            | Spacewatch           |
| 423291 | 2005 EE19              | 3 de març de 2005      | Kitt Peak            | Spacewatch           |
| 423292 | 2005 EN48              | 3 de març de 2005      | Catalina             | CSS                  |
| 423293 | 2005 EZ50              | 3 de març de 2005      | Catalina             | CSS                  |
| 423294 | 2005 EB63              | 2 de febrer de 2005    | Kitt Peak            | Spacewatch           |
| 423295 | 2005 EU84              | 4 de març de 2005      | Socorro              | LINEAR               |
| 423296 | 2005 EO87              | 4 de març de 2005      | Mount Lemmon         | Mt. Lemmon Survey    |
| 423297 | 2005 EG88              | 8 de març de 2005      | Anderson Mesa        | LONEOS               |
| 423298 | 2005 EW95              | 11 de març de 2005     | Catalina             | CSS                  |
| 423299 | 2005 EM103             | 4 de març de 2005      | Kitt Peak            | Spacewatch           |
| 423300 | 2005 EV128             | 9 de març de 2005      | Kitt Peak            | Spacewatch           |

## 423301-423400
| Nom    | Designació provisional | Data de descobriment | Lloc de descobriment | Descobridor/s        |
| ------ | ---------------------- | -------------------- | -------------------- | -------------------- |
| 423301 | 2005 EB139             | 9 de març de 2005    | Mount Lemmon         | Mt. Lemmon Survey    |
| 423302 | 2005 EL142             | 10 de març de 2005   | Catalina             | CSS                  |
| 423303 | 2005 EM146             | 10 de març de 2005   | Mount Lemmon         | Mt. Lemmon Survey    |
| 423304 | 2005 EO148             | 10 de març de 2005   | Kitt Peak            | Spacewatch           |
| 423305 | 2005 EK151             | 10 de març de 2005   | Kitt Peak            | Spacewatch           |
| 423306 | 2005 EM160             | 9 de març de 2005    | Mount Lemmon         | Mt. Lemmon Survey    |
| 423307 | 2005 EX179             | 9 de març de 2005    | Kitt Peak            | Spacewatch           |
| 423308 | 2005 EE182             | 9 de març de 2005    | Socorro              | LINEAR               |
| 423309 | 2005 EG192             | 11 de març de 2005   | Mount Lemmon         | Mt. Lemmon Survey    |
| 423310 | 2005 EO219             | 10 de març de 2005   | Mount Lemmon         | Mt. Lemmon Survey    |
| 423311 | 2005 EK227             | 9 de març de 2005    | Mount Lemmon         | Mt. Lemmon Survey    |
| 423312 | 2005 EP233             | 10 de març de 2005   | Anderson Mesa        | LONEOS               |
| 423313 | 2005 EF238             | 11 de març de 2005   | Kitt Peak            | Spacewatch           |
| 423314 | 2005 EM239             | 11 de març de 2005   | Kitt Peak            | Spacewatch           |
| 423315 | 2005 EZ245             | 12 de març de 2005   | Kitt Peak            | Spacewatch           |
| 423316 | 2005 EZ259             | 11 de març de 2005   | Kitt Peak            | Spacewatch           |
| 423317 | 2005 EH261             | 12 de març de 2005   | Mount Lemmon         | Mt. Lemmon Survey    |
| 423318 | 2005 EV280             | 10 de març de 2005   | Anderson Mesa        | LONEOS               |
| 423319 | 2005 EG312             | 10 de març de 2005   | Kitt Peak            | M. W. Buie           |
| 423320 | 2005 EE315             | 11 de març de 2005   | Kitt Peak            | Spacewatch           |
| 423321 | 2005 ED318             | 10 de març de 2005   | Anderson Mesa        | LONEOS               |
| 423322 | 2005 FQ                | 16 de març de 2005   | Saint-Sulpice        | Saint-Sulpice        |
| 423323 | 2005 FY1               | 16 de març de 2005   | Mount Lemmon         | Mt. Lemmon Survey    |
| 423324 | 2005 FC5               | 31 de març de 2005   | Kitt Peak            | Spacewatch           |
| 423325 | 2005 GT9               | 2 d'abril de 2005    | Siding Spring        | R. H. McNaught       |
| 423326 | 2005 GY11              | 1 d'abril de 2005    | Anderson Mesa        | LONEOS               |
| 423327 | 2005 GV12              | 1 d'abril de 2005    | Kitt Peak            | Spacewatch           |
| 423328 | 2005 GK14              | 2 d'abril de 2005    | Kitt Peak            | Spacewatch           |
| 423329 | 2005 GR19              | 2 d'abril de 2005    | Mount Lemmon         | Mt. Lemmon Survey    |
| 423330 | 2005 GG21              | 3 d'abril de 2005    | Palomar              | NEAT                 |
| 423331 | 2005 GM24              | 13 de març de 2005   | Kitt Peak            | Spacewatch           |
| 423332 | 2005 GE34              | 1 d'abril de 2005    | Kitt Peak            | Spacewatch           |
| 423333 | 2005 GW44              | 5 d'abril de 2005    | Mount Lemmon         | Mt. Lemmon Survey    |
| 423334 | 2005 GH46              | 5 d'abril de 2005    | Mount Lemmon         | Mt. Lemmon Survey    |
| 423335 | 2005 GL47              | 5 d'abril de 2005    | Mount Lemmon         | Mt. Lemmon Survey    |
| 423336 | 2005 GJ53              | 28 de gener de 2004  | Kitt Peak            | Spacewatch           |
| 423337 | 2005 GQ56              | 14 de març de 2005   | Mount Lemmon         | Mt. Lemmon Survey    |
| 423338 | 2005 GH69              | 2 d'abril de 2005    | Catalina             | CSS                  |
| 423339 | 2005 GD71              | 4 d'abril de 2005    | Kitt Peak            | Spacewatch           |
| 423340 | 2005 GP73              | 4 d'abril de 2005    | Mount Lemmon         | Mt. Lemmon Survey    |
| 423341 | 2005 GC133             | 10 d'abril de 2005   | Kitt Peak            | Spacewatch           |
| 423342 | 2005 GY135             | 10 d'abril de 2005   | Kitt Peak            | Spacewatch           |
| 423343 | 2005 GM140             | 13 d'abril de 2005   | Socorro              | LINEAR               |
| 423344 | 2005 GQ143             | 10 d'abril de 2005   | Kitt Peak            | Spacewatch           |
| 423345 | 2005 GB149             | 2 d'abril de 2005    | Kitt Peak            | Spacewatch           |
| 423346 | 2005 GR149             | 11 d'abril de 2005   | Kitt Peak            | Spacewatch           |
| 423347 | 2005 GQ150             | 11 d'abril de 2005   | Kitt Peak            | Spacewatch           |
| 423348 | 2005 GL157             | 11 d'abril de 2005   | Kitt Peak            | Spacewatch           |
| 423349 | 2005 GA168             | 11 d'abril de 2005   | Kitt Peak            | Spacewatch           |
| 423350 | 2005 GL168             | 12 d'abril de 2005   | Kitt Peak            | Spacewatch           |
| 423351 | 2005 GU178             | 15 d'abril de 2005   | Siding Spring        | Siding Spring Survey |
| 423352 | 2005 GT180             | 12 d'abril de 2005   | Kitt Peak            | Spacewatch           |
| 423353 | 2005 GL210             | 12 d'abril de 2005   | Anderson Mesa        | LONEOS               |
| 423354 | 2005 HS6               | 30 d'abril de 2005   | Socorro              | LINEAR               |
| 423355 | 2005 HD10              | 16 d'abril de 2005   | Kitt Peak            | Spacewatch           |
| 423356 | 2005 JM1               | 3 de maig de 2005    | Kitt Peak            | Spacewatch           |
| 423357 | 2005 JH3               | 5 de maig de 2005    | Needville            | Needville            |
| 423358 | 2005 JO12              | 4 de maig de 2005    | Mauna Kea            | C. Veillet           |
| 423359 | 2005 JF15              | 2 de maig de 2005    | Kitt Peak            | Spacewatch           |
| 423360 | 2005 JP18              | 4 de maig de 2005    | Mount Lemmon         | Mt. Lemmon Survey    |
| 423361 | 2005 JE23              | 2 de maig de 2005    | Kitt Peak            | Spacewatch           |
| 423362 | 2005 JZ28              | 3 de maig de 2005    | Kitt Peak            | Spacewatch           |
| 423363 | 2005 JF35              | 4 de maig de 2005    | Kitt Peak            | Spacewatch           |
| 423364 | 2005 JP35              | 4 de maig de 2005    | Kitt Peak            | Spacewatch           |
| 423365 | 2005 JY37              | 14 d'abril de 2005   | Kitt Peak            | Spacewatch           |
| 423366 | 2005 JH39              | 7 de maig de 2005    | Kitt Peak            | Spacewatch           |
| 423367 | 2005 JL42              | 8 de maig de 2005    | Anderson Mesa        | LONEOS               |
| 423368 | 2005 JN45              | 7 de maig de 2005    | Catalina             | CSS                  |
| 423369 | 2005 JU46              | 3 de maig de 2005    | Kitt Peak            | Spacewatch           |
| 423370 | 2005 JR49              | 18 d'abril de 2005   | Kitt Peak            | Spacewatch           |
| 423371 | 2005 JY50              | 4 de maig de 2005    | Kitt Peak            | Spacewatch           |
| 423372 | 2005 JV55              | 4 de maig de 2005    | Kitt Peak            | Spacewatch           |
| 423373 | 2005 JE56              | 6 de maig de 2005    | Kitt Peak            | Spacewatch           |
| 423374 | 2005 JA57              | 7 de maig de 2005    | Kitt Peak            | Spacewatch           |
| 423375 | 2005 JN63              | 6 de maig de 2005    | Catalina             | CSS                  |
| 423376 | 2005 JL69              | 6 de maig de 2005    | Kitt Peak            | Spacewatch           |
| 423377 | 2005 JP80              | 10 de maig de 2005   | Kitt Peak            | Spacewatch           |
| 423378 | 2005 JA83              | 8 de maig de 2005    | Kitt Peak            | Spacewatch           |
| 423379 | 2005 JX84              | 12 de març de 2005   | Mount Lemmon         | Mt. Lemmon Survey    |
| 423380 | 2005 JD94              | 12 de maig de 2005   | Piszkéstet&          | Piszkesteto          |
| 423381 | 2005 JT96              | 8 de maig de 2005    | Kitt Peak            | Spacewatch           |
| 423382 | 2005 JW102             | 9 de maig de 2005    | Catalina             | CSS                  |
| 423383 | 2005 JY102             | 9 de maig de 2005    | Catalina             | CSS                  |
| 423384 | 2005 JF112             | 9 de maig de 2005    | Socorro              | LINEAR               |
| 423385 | 2005 JW120             | 10 de maig de 2005   | Kitt Peak            | Spacewatch           |
| 423386 | 2005 JL121             | 10 de maig de 2005   | Kitt Peak            | Spacewatch           |
| 423387 | 2005 JC126             | 12 de maig de 2005   | Palomar              | NEAT                 |
| 423388 | 2005 JA135             | 14 de maig de 2005   | Mount Lemmon         | Mt. Lemmon Survey    |
| 423389 | 2005 JS150             | 3 de maig de 2005    | Catalina             | CSS                  |
| 423390 | 2005 JL153             | 4 de maig de 2005    | Palomar              | NEAT                 |
| 423391 | 2005 JK156             | 4 de maig de 2005    | Mount Lemmon         | Mt. Lemmon Survey    |
| 423392 | 2005 JM176             | 6 de maig de 2005    | Kitt Peak            | Spacewatch           |
| 423393 | 2005 JB178             | 10 de maig de 2005   | Mount Lemmon         | Mt. Lemmon Survey    |
| 423394 | 2005 KH2               | 16 de maig de 2005   | Mount Lemmon         | Mt. Lemmon Survey    |
| 423395 | 2005 KL3               | 11 d'abril de 2005   | Kitt Peak            | Spacewatch           |
| 423396 | 2005 KZ4               | 18 de maig de 2005   | Palomar              | NEAT                 |
| 423397 | 2005 KO9               | 28 de maig de 2005   | Reedy Creek          | J. Broughton         |
| 423398 | 2005 LV6               | 1 de juny de 2005    | Kitt Peak            | Spacewatch           |
| 423399 | 2005 LX9               | 2 de juny de 2005    | Catalina             | CSS                  |
| 423400 | 2005 LH10              | 13 de maig de 2005   | Kitt Peak            | Spacewatch           |

## 423401-423500
| Nom    | Designació provisional | Data de descobriment   | Lloc de descobriment | Descobridor/s        |
| ------ | ---------------------- | ---------------------- | -------------------- | -------------------- |
| 423401 | 2005 LN14              | 5 de juny de 2005      | Kitt Peak            | Spacewatch           |
| 423402 | 2005 LY18              | 8 de juny de 2005      | Kitt Peak            | Spacewatch           |
| 423403 | 2005 LM35              | 16 de maig de 2005     | Kitt Peak            | Spacewatch           |
| 423404 | 2005 LV35              | 11 de juny de 2005     | Kitt Peak            | Spacewatch           |
| 423405 | 2005 LT39              | 13 de juny de 2005     | Kitt Peak            | Spacewatch           |
| 423406 | 2005 MK3               | 24 de juny de 2005     | Palomar              | NEAT                 |
| 423407 | 2005 MN5               | 4 de juny de 2005      | Kitt Peak            | Spacewatch           |
| 423408 | 2005 MB6               | 24 de juny de 2005     | Palomar              | NEAT                 |
| 423409 | 2005 MY15              | 24 de juny de 2005     | Palomar              | NEAT                 |
| 423410 | 2005 MH25              | 27 de juny de 2005     | Kitt Peak            | Spacewatch           |
| 423411 | 2005 MQ25              | 27 de juny de 2005     | Kitt Peak            | Spacewatch           |
| 423412 | 2005 MM31              | 30 de juny de 2005     | Palomar              | NEAT                 |
| 423413 | 2005 MS54              | 20 de juny de 2005     | Palomar              | NEAT                 |
| 423414 | 2005 NY1               | 2 de juliol de 2005    | Kitt Peak            | Spacewatch           |
| 423415 | 2005 NJ14              | 5 de juliol de 2005    | Mount Lemmon         | Mt. Lemmon Survey    |
| 423416 | 2005 NV98              | 10 de juliol de 2005   | Kitt Peak            | Spacewatch           |
| 423417 | 2005 NJ102             | 4 de juliol de 2005    | Catalina             | CSS                  |
| 423418 | 2005 NQ125             | 10 de juliol de 2005   | Kitt Peak            | Spacewatch           |
| 423419 | 2005 OJ20              | 28 de juliol de 2005   | Palomar              | NEAT                 |
| 423420 | 2005 OJ31              | 25 de juliol de 2005   | Siding Spring        | Siding Spring Survey |
| 423421 | 2005 PA9               | 4 d'agost de 2005      | Palomar              | NEAT                 |
| 423422 | 2005 PG10              | 4 d'agost de 2005      | Palomar              | NEAT                 |
| 423423 | 2005 PG16              | 4 d'agost de 2005      | Palomar              | NEAT                 |
| 423424 | 2005 PJ16              | 5 d'agost de 2005      | Palomar              | NEAT                 |
| 423425 | 2005 PL17              | 6 d'agost de 2005      | Siding Spring        | Siding Spring Survey |
| 423426 | 2005 QM6               | 24 d'agost de 2005     | Palomar              | NEAT                 |
| 423427 | 2005 QS6               | 24 d'agost de 2005     | Palomar              | NEAT                 |
| 423428 | 2005 QM22              | 27 d'agost de 2005     | Anderson Mesa        | LONEOS               |
| 423429 | 2005 QK33              | 25 d'agost de 2005     | Palomar              | NEAT                 |
| 423430 | 2005 QA34              | 25 d'agost de 2005     | Palomar              | NEAT                 |
| 423431 | 2005 QW56              | 29 d'agost de 2005     | Vail-Jarnac          | Jarnac               |
| 423432 | 2005 QP63              | 26 d'agost de 2005     | Palomar              | NEAT                 |
| 423433 | 2005 QL75              | 29 d'agost de 2005     | Piszkéstet&          | Piszkesteto          |
| 423434 | 2005 QE126             | 28 d'agost de 2005     | Kitt Peak            | Spacewatch           |
| 423435 | 2005 QP141             | 30 d'agost de 2005     | Kitt Peak            | Spacewatch           |
| 423436 | 2005 QZ180             | 30 d'agost de 2005     | Campo Imperatore     | CINEOS               |
| 423437 | 2005 QA190             | 30 d'agost de 2005     | Kitt Peak            | Spacewatch           |
| 423438 | 2005 QH190             | 31 d'agost de 2005     | Kitt Peak            | Spacewatch           |
| 423439 | 2005 RY18              | 1 de setembre de 2005  | Kitt Peak            | Spacewatch           |
| 423440 | 2005 RU44              | 2 de setembre de 2005  | Palomar              | NEAT                 |
| 423441 | 2005 SR3               | 23 de setembre de 2005 | Kitt Peak            | Spacewatch           |
| 423442 | 2005 SB5               | 22 de setembre de 2005 | Palomar              | NEAT                 |
| 423443 | 2005 SS12              | 24 de setembre de 2005 | Kitt Peak            | Spacewatch           |
| 423444 | 2005 SG23              | 23 de setembre de 2005 | Catalina             | CSS                  |
| 423445 | 2005 ST39              | 24 de setembre de 2005 | Kitt Peak            | Spacewatch           |
| 423446 | 2005 SL48              | 24 de setembre de 2005 | Kitt Peak            | Spacewatch           |
| 423447 | 2005 SC69              | 27 de setembre de 2005 | Kitt Peak            | Spacewatch           |
| 423448 | 2005 SJ71              | 18 de setembre de 2005 | Palomar              | NEAT                 |
| 423449 | 2005 SA87              | 24 de setembre de 2005 | Kitt Peak            | Spacewatch           |
| 423450 | 2005 SB92              | 24 de setembre de 2005 | Kitt Peak            | Spacewatch           |
| 423451 | 2005 SV93              | 24 de setembre de 2005 | Kitt Peak            | Spacewatch           |
| 423452 | 2005 SZ94              | 25 de setembre de 2005 | Palomar              | NEAT                 |
| 423453 | 2005 SW102             | 25 de setembre de 2005 | Kitt Peak            | Spacewatch           |
| 423454 | 2005 SQ106             | 26 de setembre de 2005 | Kitt Peak            | Spacewatch           |
| 423455 | 2005 SV107             | 26 de setembre de 2005 | Kitt Peak            | Spacewatch           |
| 423456 | 2005 SO112             | 26 de setembre de 2005 | Catalina             | CSS                  |
| 423457 | 2005 SO113             | 27 de setembre de 2005 | Kitt Peak            | Spacewatch           |
| 423458 | 2005 SK127             | 29 de setembre de 2005 | Mount Lemmon         | Mt. Lemmon Survey    |
| 423459 | 2005 SH131             | 29 de setembre de 2005 | Kitt Peak            | Spacewatch           |
| 423460 | 2005 SO134             | 29 de setembre de 2005 | Great Shefford       | P. Birtwhistle       |
| 423461 | 2005 SZ137             | 25 de setembre de 2005 | Kitt Peak            | Spacewatch           |
| 423462 | 2005 SY139             | 25 de setembre de 2005 | Kitt Peak            | Spacewatch           |
| 423463 | 2005 SB144             | 25 de setembre de 2005 | Kitt Peak            | Spacewatch           |
| 423464 | 2005 SU161             | 27 de setembre de 2005 | Kitt Peak            | Spacewatch           |
| 423465 | 2005 SL165             | 14 de setembre de 2005 | Kitt Peak            | Spacewatch           |
| 423466 | 2005 SO175             | 29 de setembre de 2005 | Kitt Peak            | Spacewatch           |
| 423467 | 2005 SU177             | 24 de setembre de 2005 | Kitt Peak            | Spacewatch           |
| 423468 | 2005 SE194             | 29 de setembre de 2005 | Kitt Peak            | Spacewatch           |
| 423469 | 2005 SW200             | 30 de setembre de 2005 | Kitt Peak            | Spacewatch           |
| 423470 | 2005 SN214             | 30 de setembre de 2005 | Catalina             | CSS                  |
| 423471 | 2005 ST214             | 30 de setembre de 2005 | Anderson Mesa        | LONEOS               |
| 423472 | 2005 SN224             | 29 de setembre de 2005 | Mount Lemmon         | Mt. Lemmon Survey    |
| 423473 | 2005 SN236             | 29 de setembre de 2005 | Kitt Peak            | Spacewatch           |
| 423474 | 2005 SS243             | 30 de setembre de 2005 | Palomar              | NEAT                 |
| 423475 | 2005 SB246             | 30 de setembre de 2005 | Mount Lemmon         | Mt. Lemmon Survey    |
| 423476 | 2005 SC250             | 23 de setembre de 2005 | Catalina             | CSS                  |
| 423477 | 2005 SH271             | 30 de setembre de 2005 | Mount Lemmon         | Mt. Lemmon Survey    |
| 423478 | 2005 SU273             | 27 de setembre de 2005 | Kitt Peak            | Spacewatch           |
| 423479 | 2005 SJ293             | 23 de setembre de 2005 | Catalina             | CSS                  |
| 423480 | 2005 TK2               | 1 d'octubre de 2005    | Catalina             | CSS                  |
| 423481 | 2005 TL9               | 1 d'octubre de 2005    | Kitt Peak            | Spacewatch           |
| 423482 | 2005 TR10              | 2 d'octubre de 2005    | Anderson Mesa        | LONEOS               |
| 423483 | 2005 TZ15              | 1 d'octubre de 2005    | Kitt Peak            | Spacewatch           |
| 423484 | 2005 TK16              | 1 d'octubre de 2005    | Kitt Peak            | Spacewatch           |
| 423485 | 2005 TC17              | 1 d'octubre de 2005    | Socorro              | LINEAR               |
| 423486 | 2005 TQ38              | 1 d'octubre de 2005    | Mount Lemmon         | Mt. Lemmon Survey    |
| 423487 | 2005 TM55              | 6 d'octubre de 2005    | Anderson Mesa        | LONEOS               |
| 423488 | 2005 TJ59              | 1 d'octubre de 2005    | Mount Lemmon         | Mt. Lemmon Survey    |
| 423489 | 2005 TC60              | 3 d'octubre de 2005    | Kitt Peak            | Spacewatch           |
| 423490 | 2005 TN71              | 7 d'octubre de 2005    | Mount Lemmon         | Mt. Lemmon Survey    |
| 423491 | 2005 TA81              | 3 d'octubre de 2005    | Kitt Peak            | Spacewatch           |
| 423492 | 2005 TD110             | 7 d'octubre de 2005    | Kitt Peak            | Spacewatch           |
| 423493 | 2005 TG111             | 7 d'octubre de 2005    | Kitt Peak            | Spacewatch           |
| 423494 | 2005 TJ111             | 27 de setembre de 2005 | Kitt Peak            | Spacewatch           |
| 423495 | 2005 TU111             | 27 de setembre de 2005 | Kitt Peak            | Spacewatch           |
| 423496 | 2005 TM115             | 7 d'octubre de 2005    | Kitt Peak            | Spacewatch           |
| 423497 | 2005 TQ120             | 7 d'octubre de 2005    | Kitt Peak            | Spacewatch           |
| 423498 | 2005 TG122             | 7 d'octubre de 2005    | Kitt Peak            | Spacewatch           |
| 423499 | 2005 TO149             | 23 de setembre de 2005 | Kitt Peak            | Spacewatch           |
| 423500 | 2005 TC150             | 8 d'octubre de 2005    | Kitt Peak            | Spacewatch           |

## 423501-423600
| Nom    | Designació provisional | Data de descobriment   | Lloc de descobriment | Descobridor/s     |
| ------ | ---------------------- | ---------------------- | -------------------- | ----------------- |
| 423501 | 2005 TQ150             | 8 d'octubre de 2005    | Kitt Peak            | Spacewatch        |
| 423502 | 2005 TT158             | 9 d'octubre de 2005    | Kitt Peak            | Spacewatch        |
| 423503 | 2005 TE166             | 9 d'octubre de 2005    | Kitt Peak            | Spacewatch        |
| 423504 | 2005 TS176             | 1 d'octubre de 2005    | Anderson Mesa        | LONEOS            |
| 423505 | 2005 TG186             | 7 d'octubre de 2005    | Kitt Peak            | Spacewatch        |
| 423506 | 2005 TC189             | 13 d'octubre de 2005   | Kitt Peak            | Spacewatch        |
| 423507 | 2005 TG193             | 1 d'octubre de 2005    | Mount Lemmon         | Mt. Lemmon Survey |
| 423508 | 2005 TB197             | 11 d'octubre de 2005   | Kitt Peak            | Spacewatch        |
| 423509 | 2005 UK17              | 22 d'octubre de 2005   | Kitt Peak            | Spacewatch        |
| 423510 | 2005 UZ19              | 22 d'octubre de 2005   | Kitt Peak            | Spacewatch        |
| 423511 | 2005 UX25              | 23 d'octubre de 2005   | Kitt Peak            | Spacewatch        |
| 423512 | 2005 UM42              | 22 d'octubre de 2005   | Kitt Peak            | Spacewatch        |
| 423513 | 2005 UZ51              | 23 d'octubre de 2005   | Catalina             | CSS               |
| 423514 | 2005 UT54              | 23 d'octubre de 2005   | Catalina             | CSS               |
| 423515 | 2005 UU58              | 24 d'octubre de 2005   | Kitt Peak            | Spacewatch        |
| 423516 | 2005 UP60              | 25 d'octubre de 2005   | Mount Lemmon         | Mt. Lemmon Survey |
| 423517 | 2005 UN64              | 25 d'octubre de 2005   | Catalina             | CSS               |
| 423518 | 2005 UZ67              | 22 d'octubre de 2005   | Palomar              | NEAT              |
| 423519 | 2005 UR69              | 23 d'octubre de 2005   | Catalina             | CSS               |
| 423520 | 2005 UX73              | 23 d'octubre de 2005   | Palomar              | NEAT              |
| 423521 | 2005 UA98              | 22 d'octubre de 2005   | Kitt Peak            | Spacewatch        |
| 423522 | 2005 UX101             | 22 d'octubre de 2005   | Kitt Peak            | Spacewatch        |
| 423523 | 2005 UR102             | 22 d'octubre de 2005   | Kitt Peak            | Spacewatch        |
| 423524 | 2005 UL107             | 22 d'octubre de 2005   | Kitt Peak            | Spacewatch        |
| 423525 | 2005 US113             | 22 d'octubre de 2005   | Kitt Peak            | Spacewatch        |
| 423526 | 2005 UP122             | 24 d'octubre de 2005   | Kitt Peak            | Spacewatch        |
| 423527 | 2005 US130             | 24 d'octubre de 2005   | Kitt Peak            | Spacewatch        |
| 423528 | 2005 UF139             | 25 d'octubre de 2005   | Kitt Peak            | Spacewatch        |
| 423529 | 2005 UP143             | 25 d'octubre de 2005   | Kitt Peak            | Spacewatch        |
| 423530 | 2005 UO152             | 26 d'octubre de 2005   | Kitt Peak            | Spacewatch        |
| 423531 | 2005 UQ158             | 31 d'octubre de 2005   | Junk Bond            | D. Healy          |
| 423532 | 2005 UC169             | 24 d'octubre de 2005   | Kitt Peak            | Spacewatch        |
| 423533 | 2005 US169             | 24 d'octubre de 2005   | Kitt Peak            | Spacewatch        |
| 423534 | 2005 UR174             | 24 d'octubre de 2005   | Kitt Peak            | Spacewatch        |
| 423535 | 2005 UJ177             | 24 d'octubre de 2005   | Kitt Peak            | Spacewatch        |
| 423536 | 2005 UM193             | 22 d'octubre de 2005   | Kitt Peak            | Spacewatch        |
| 423537 | 2005 UO195             | 1 d'octubre de 2005    | Kitt Peak            | Spacewatch        |
| 423538 | 2005 UN205             | 26 d'octubre de 2005   | Kitt Peak            | Spacewatch        |
| 423539 | 2005 UV207             | 27 d'octubre de 2005   | Kitt Peak            | Spacewatch        |
| 423540 | 2005 UF228             | 25 d'octubre de 2005   | Kitt Peak            | Spacewatch        |
| 423541 | 2005 UL230             | 25 d'octubre de 2005   | Kitt Peak            | Spacewatch        |
| 423542 | 2005 UR240             | 25 d'octubre de 2005   | Kitt Peak            | Spacewatch        |
| 423543 | 2005 UC245             | 25 d'octubre de 2005   | Kitt Peak            | Spacewatch        |
| 423544 | 2005 UV249             | 28 d'octubre de 2005   | Mount Lemmon         | Mt. Lemmon Survey |
| 423545 | 2005 UT266             | 27 d'octubre de 2005   | Kitt Peak            | Spacewatch        |
| 423546 | 2005 UX273             | 23 d'octubre de 2005   | Catalina             | CSS               |
| 423547 | 2005 UL276             | 24 d'octubre de 2005   | Kitt Peak            | Spacewatch        |
| 423548 | 2005 UC282             | 25 d'octubre de 2005   | Mount Lemmon         | Mt. Lemmon Survey |
| 423549 | 2005 UD294             | 26 d'octubre de 2005   | Kitt Peak            | Spacewatch        |
| 423550 | 2005 UM298             | 26 d'octubre de 2005   | Kitt Peak            | Spacewatch        |
| 423551 | 2005 UY309             | 28 d'octubre de 2005   | Mount Lemmon         | Mt. Lemmon Survey |
| 423552 | 2005 UK313             | 29 d'octubre de 2005   | Catalina             | CSS               |
| 423553 | 2005 UK323             | 28 d'octubre de 2005   | Catalina             | CSS               |
| 423554 | 2005 UV330             | 28 d'octubre de 2005   | Kitt Peak            | Spacewatch        |
| 423555 | 2005 UR350             | 29 d'octubre de 2005   | Catalina             | CSS               |
| 423556 | 2005 UV351             | 29 d'octubre de 2005   | Catalina             | CSS               |
| 423557 | 2005 UA353             | 29 d'octubre de 2005   | Catalina             | CSS               |
| 423558 | 2005 UN354             | 29 d'octubre de 2005   | Catalina             | CSS               |
| 423559 | 2005 UD357             | 31 d'octubre de 2005   | Mount Lemmon         | Mt. Lemmon Survey |
| 423560 | 2005 UA386             | 29 d'octubre de 2005   | Mount Lemmon         | Mt. Lemmon Survey |
| 423561 | 2005 UP422             | 27 d'octubre de 2005   | Mount Lemmon         | Mt. Lemmon Survey |
| 423562 | 2005 UB431             | 28 d'octubre de 2005   | Kitt Peak            | Spacewatch        |
| 423563 | 2005 UF441             | 29 d'octubre de 2005   | Palomar              | NEAT              |
| 423564 | 2005 UK457             | 7 d'octubre de 2005    | Anderson Mesa        | LONEOS            |
| 423565 | 2005 UG469             | 30 d'octubre de 2005   | Kitt Peak            | Spacewatch        |
| 423566 | 2005 UL480             | 22 d'octubre de 2005   | Palomar              | NEAT              |
| 423567 | 2005 UD493             | 25 d'octubre de 2005   | Catalina             | CSS               |
| 423568 | 2005 UF497             | 6 de juliol de 2005    | Kitt Peak            | Spacewatch        |
| 423569 | 2005 UX510             | 26 d'octubre de 2005   | Kitt Peak            | Spacewatch        |
| 423570 | 2005 UE511             | 27 d'octubre de 2005   | Kitt Peak            | Spacewatch        |
| 423571 | 2005 UM511             | 27 d'octubre de 2005   | Mount Lemmon         | Mt. Lemmon Survey |
| 423572 | 2005 VF6               | 6 de novembre de 2005  | Kitt Peak            | Spacewatch        |
| 423573 | 2005 VH12              | 27 d'octubre de 2005   | Kitt Peak            | Spacewatch        |
| 423574 | 2005 VM12              | 30 de setembre de 2005 | Mount Lemmon         | Mt. Lemmon Survey |
| 423575 | 2005 VF25              | 27 d'octubre de 2005   | Mount Lemmon         | Mt. Lemmon Survey |
| 423576 | 2005 VX50              | 3 de novembre de 2005  | Catalina             | CSS               |
| 423577 | 2005 VK53              | 3 de novembre de 2005  | Kitt Peak            | Spacewatch        |
| 423578 | 2005 VC63              | 1 de novembre de 2005  | Mount Lemmon         | Mt. Lemmon Survey |
| 423579 | 2005 VZ75              | 14 de setembre de 2005 | Catalina             | CSS               |
| 423580 | 2005 VZ77              | 27 d'octubre de 2005   | Anderson Mesa        | LONEOS            |
| 423581 | 2005 VS87              | 29 d'octubre de 2005   | Kitt Peak            | Spacewatch        |
| 423582 | 2005 VE93              | 6 de novembre de 2005  | Mount Lemmon         | Mt. Lemmon Survey |
| 423583 | 2005 VJ94              | 6 de novembre de 2005  | Mount Lemmon         | Mt. Lemmon Survey |
| 423584 | 2005 VR97              | 5 de novembre de 2005  | Kitt Peak            | Spacewatch        |
| 423585 | 2005 VV97              | 5 de novembre de 2005  | Kitt Peak            | Spacewatch        |
| 423586 | 2005 VO99              | 1 de novembre de 2005  | Anderson Mesa        | LONEOS            |
| 423587 | 2005 VK107             | 5 de novembre de 2005  | Kitt Peak            | Spacewatch        |
| 423588 | 2005 VJ109             | 25 d'octubre de 2005   | Kitt Peak            | Spacewatch        |
| 423589 | 2005 VR110             | 6 de novembre de 2005  | Mount Lemmon         | Mt. Lemmon Survey |
| 423590 | 2005 VT110             | 6 de novembre de 2005  | Kitt Peak            | Spacewatch        |
| 423591 | 2005 VW110             | 25 d'octubre de 2005   | Kitt Peak            | Spacewatch        |
| 423592 | 2005 VK113             | 10 de novembre de 2005 | Kitt Peak            | Spacewatch        |
| 423593 | 2005 VV135             | 3 de novembre de 2005  | Kitt Peak            | Spacewatch        |
| 423594 | 2005 VC136             | 5 de novembre de 2005  | Mount Lemmon         | Mt. Lemmon Survey |
| 423595 | 2005 WP6               | 21 de novembre de 2005 | Catalina             | CSS               |
| 423596 | 2005 WG8               | 18 de novembre de 2005 | Palomar              | NEAT              |
| 423597 | 2005 WP11              | 22 de novembre de 2005 | Kitt Peak            | Spacewatch        |
| 423598 | 2005 WW21              | 21 de novembre de 2005 | Kitt Peak            | Spacewatch        |
| 423599 | 2005 WM24              | 21 de novembre de 2005 | Kitt Peak            | Spacewatch        |
| 423600 | 2005 WS26              | 21 de novembre de 2005 | Kitt Peak            | Spacewatch        |

## 423601-423700
| Nom    | Designació provisional | Data de descobriment   | Lloc de descobriment | Descobridor/s     |
| ------ | ---------------------- | ---------------------- | -------------------- | ----------------- |
| 423601 | 2005 WP28              | 21 de novembre de 2005 | Kitt Peak            | Spacewatch        |
| 423602 | 2005 WJ31              | 21 de novembre de 2005 | Kitt Peak            | Spacewatch        |
| 423603 | 2005 WH32              | 21 de novembre de 2005 | Kitt Peak            | Spacewatch        |
| 423604 | 2005 WE34              | 21 de novembre de 2005 | Kitt Peak            | Spacewatch        |
| 423605 | 2005 WU34              | 21 de novembre de 2005 | Kitt Peak            | Spacewatch        |
| 423606 | 2005 WW34              | 21 de novembre de 2005 | Kitt Peak            | Spacewatch        |
| 423607 | 2005 WN41              | 21 de novembre de 2005 | Kitt Peak            | Spacewatch        |
| 423608 | 2005 WJ43              | 21 de novembre de 2005 | Kitt Peak            | Spacewatch        |
| 423609 | 2005 WS51              | 25 de novembre de 2005 | Kitt Peak            | Spacewatch        |
| 423610 | 2005 WW59              | 26 de novembre de 2005 | Catalina             | CSS               |
| 423611 | 2005 WZ68              | 25 de novembre de 2005 | Mount Lemmon         | Mt. Lemmon Survey |
| 423612 | 2005 WU77              | 25 de novembre de 2005 | Kitt Peak            | Spacewatch        |
| 423613 | 2005 WB88              | 28 de novembre de 2005 | Mount Lemmon         | Mt. Lemmon Survey |
| 423614 | 2005 WG94              | 26 de novembre de 2005 | Kitt Peak            | Spacewatch        |
| 423615 | 2005 WB100             | 28 de novembre de 2005 | Catalina             | CSS               |
| 423616 | 2005 WV118             | 25 de novembre de 2005 | Kitt Peak            | Spacewatch        |
| 423617 | 2005 WS134             | 25 de novembre de 2005 | Mount Lemmon         | Mt. Lemmon Survey |
| 423618 | 2005 WN137             | 26 de novembre de 2005 | Mount Lemmon         | Mt. Lemmon Survey |
| 423619 | 2005 WP139             | 26 de novembre de 2005 | Mount Lemmon         | Mt. Lemmon Survey |
| 423620 | 2005 WM141             | 28 de novembre de 2005 | Mount Lemmon         | Mt. Lemmon Survey |
| 423621 | 2005 WU152             | 29 de novembre de 2005 | Kitt Peak            | Spacewatch        |
| 423622 | 2005 WG155             | 22 de novembre de 2005 | Kitt Peak            | Spacewatch        |
| 423623 | 2005 WJ155             | 29 de novembre de 2005 | Palomar              | NEAT              |
| 423624 | 2005 WZ156             | 27 de novembre de 2005 | Mérida               | I. Ferrin         |
| 423625 | 2005 WA165             | 29 de novembre de 2005 | Mount Lemmon         | Mt. Lemmon Survey |
| 423626 | 2005 WX168             | 30 de novembre de 2005 | Kitt Peak            | Spacewatch        |
| 423627 | 2005 WC172             | 30 de novembre de 2005 | Mount Lemmon         | Mt. Lemmon Survey |
| 423628 | 2005 WZ176             | 30 de novembre de 2005 | Mount Lemmon         | Mt. Lemmon Survey |
| 423629 | 2005 WB177             | 30 de novembre de 2005 | Kitt Peak            | Spacewatch        |
| 423630 | 2005 WF180             | 21 de novembre de 2005 | Catalina             | CSS               |
| 423631 | 2005 WH196             | 30 d'octubre de 2005   | Mount Lemmon         | Mt. Lemmon Survey |
| 423632 | 2005 WW196             | 25 d'octubre de 2005   | Mount Lemmon         | Mt. Lemmon Survey |
| 423633 | 2005 WU201             | 29 de novembre de 2005 | Kitt Peak            | Spacewatch        |
| 423634 | 2005 WP202             | 30 de novembre de 2005 | Kitt Peak            | Spacewatch        |
| 423635 | 2005 WR203             | 20 de novembre de 2005 | Palomar              | NEAT              |
| 423636 | 2005 WF208             | 25 de novembre de 2005 | Kitt Peak            | Spacewatch        |
| 423637 | 2005 XP                | 1 de desembre de 2005  | Mayhill              | Mayhill           |
| 423638 | 2005 XU8               | 1 de desembre de 2005  | Kitt Peak            | Spacewatch        |
| 423639 | 2005 XW16              | 1 de desembre de 2005  | Mount Lemmon         | Mt. Lemmon Survey |
| 423640 | 2005 XV19              | 2 de desembre de 2005  | Kitt Peak            | Spacewatch        |
| 423641 | 2005 XW25              | 4 de desembre de 2005  | Socorro              | LINEAR            |
| 423642 | 2005 XP27              | 1 de desembre de 2005  | Palomar              | NEAT              |
| 423643 | 2005 XH39              | 5 de desembre de 2005  | Mount Lemmon         | Mt. Lemmon Survey |
| 423644 | 2005 XH60              | 3 de desembre de 2005  | Kitt Peak            | Spacewatch        |
| 423645 | 2005 YM4               | 22 de desembre de 2005 | Nogales              | J.-C. Merlin      |
| 423646 | 2005 YZ4               | 21 de desembre de 2005 | Kitt Peak            | Spacewatch        |
| 423647 | 2005 YP8               | 23 de desembre de 2005 | Palomar              | NEAT              |
| 423648 | 2005 YD9               | 21 de desembre de 2005 | Kitt Peak            | Spacewatch        |
| 423649 | 2005 YB13              | 22 de desembre de 2005 | Kitt Peak            | Spacewatch        |
| 423650 | 2005 YY22              | 28 de novembre de 2005 | Mount Lemmon         | Mt. Lemmon Survey |
| 423651 | 2005 YW26              | 22 de desembre de 2005 | Kitt Peak            | Spacewatch        |
| 423652 | 2005 YY28              | 24 de desembre de 2005 | Kitt Peak            | Spacewatch        |
| 423653 | 2005 YF60              | 22 de desembre de 2005 | Kitt Peak            | Spacewatch        |
| 423654 | 2005 YE67              | 26 de desembre de 2005 | Kitt Peak            | Spacewatch        |
| 423655 | 2005 YA73              | 8 de desembre de 2005  | Kitt Peak            | Spacewatch        |
| 423656 | 2005 YA76              | 24 de desembre de 2005 | Kitt Peak            | Spacewatch        |
| 423657 | 2005 YK77              | 24 de desembre de 2005 | Kitt Peak            | Spacewatch        |
| 423658 | 2005 YP85              | 25 de desembre de 2005 | Mount Lemmon         | Mt. Lemmon Survey |
| 423659 | 2005 YG108             | 25 de desembre de 2005 | Kitt Peak            | Spacewatch        |
| 423660 | 2005 YA118             | 2 de desembre de 2005  | Mount Lemmon         | Mt. Lemmon Survey |
| 423661 | 2005 YR123             | 24 de desembre de 2005 | Kitt Peak            | Spacewatch        |
| 423662 | 2005 YY129             | 24 de desembre de 2005 | Kitt Peak            | Spacewatch        |
| 423663 | 2005 YH131             | 25 de desembre de 2005 | Mount Lemmon         | Mt. Lemmon Survey |
| 423664 | 2005 YQ134             | 26 de desembre de 2005 | Kitt Peak            | Spacewatch        |
| 423665 | 2005 YJ136             | 26 de desembre de 2005 | Kitt Peak            | Spacewatch        |
| 423666 | 2005 YJ138             | 18 de gener de 2002    | Cima Ekar            | ADAS              |
| 423667 | 2005 YU142             | 28 de desembre de 2005 | Mount Lemmon         | Mt. Lemmon Survey |
| 423668 | 2005 YG144             | 28 de desembre de 2005 | Mount Lemmon         | Mt. Lemmon Survey |
| 423669 | 2005 YG149             | 25 de desembre de 2005 | Kitt Peak            | Spacewatch        |
| 423670 | 2005 YP175             | 22 de desembre de 2005 | Kitt Peak            | Spacewatch        |
| 423671 | 2005 YV185             | 30 de desembre de 2005 | Kitt Peak            | Spacewatch        |
| 423672 | 2005 YV186             | 28 de desembre de 2005 | Mount Lemmon         | Mt. Lemmon Survey |
| 423673 | 2005 YF187             | 28 de desembre de 2005 | Kitt Peak            | Spacewatch        |
| 423674 | 2005 YA189             | 28 de desembre de 2005 | Mount Lemmon         | Mt. Lemmon Survey |
| 423675 | 2005 YS189             | 29 de desembre de 2005 | Kitt Peak            | Spacewatch        |
| 423676 | 2005 YB192             | 30 de desembre de 2005 | Kitt Peak            | Spacewatch        |
| 423677 | 2005 YB197             | 5 de desembre de 2005  | Mount Lemmon         | Mt. Lemmon Survey |
| 423678 | 2005 YS198             | 25 de desembre de 2005 | Kitt Peak            | Spacewatch        |
| 423679 | 2005 YV212             | 26 de desembre de 2005 | Kitt Peak            | Spacewatch        |
| 423680 | 2005 YQ213             | 29 de desembre de 2005 | Socorro              | LINEAR            |
| 423681 | 2005 YJ218             | 30 de desembre de 2005 | Kitt Peak            | Spacewatch        |
| 423682 | 2005 YH229             | 25 de desembre de 2005 | Mount Lemmon         | Mt. Lemmon Survey |
| 423683 | 2005 YS240             | 29 de desembre de 2005 | Kitt Peak            | Spacewatch        |
| 423684 | 2005 YG246             | 30 de desembre de 2005 | Kitt Peak            | Spacewatch        |
| 423685 | 2005 YB252             | 10 de setembre de 2000 | Anderson Mesa        | LONEOS            |
| 423686 | 2005 YQ269             | 26 de desembre de 2005 | Mount Lemmon         | Mt. Lemmon Survey |
| 423687 | 2005 YE276             | 5 de desembre de 2005  | Mount Lemmon         | Mt. Lemmon Survey |
| 423688 | 2005 YG283             | 27 de desembre de 2005 | Mount Lemmon         | Mt. Lemmon Survey |
| 423689 | 2005 YP291             | 27 de desembre de 2005 | Kitt Peak            | Spacewatch        |
| 423690 | 2006 AZ4               | 7 de gener de 2006     | Junk Bond            | D. Healy          |
| 423691 | 2006 AB16              | 4 de gener de 2006     | Kitt Peak            | Spacewatch        |
| 423692 | 2006 AL16              | 4 de gener de 2006     | Mount Lemmon         | Mt. Lemmon Survey |
| 423693 | 2006 AG26              | 5 de gener de 2006     | Kitt Peak            | Spacewatch        |
| 423694 | 2006 AM31              | 5 de gener de 2006     | Anderson Mesa        | LONEOS            |
| 423695 | 2006 AB33              | 6 de gener de 2006     | Socorro              | LINEAR            |
| 423696 | 2006 AJ35              | 4 de gener de 2006     | Kitt Peak            | Spacewatch        |
| 423697 | 2006 AC48              | 30 de desembre de 2005 | Mount Lemmon         | Mt. Lemmon Survey |
| 423698 | 2006 AK49              | 5 de gener de 2006     | Kitt Peak            | Spacewatch        |
| 423699 | 2006 AQ49              | 28 de desembre de 2005 | Mount Lemmon         | Mt. Lemmon Survey |
| 423700 | 2006 AP50              | 5 de gener de 2006     | Kitt Peak            | Spacewatch        |

## 423701-423800
| Nom    | Designació provisional | Data de descobriment   | Lloc de descobriment | Descobridor/s     |
| ------ | ---------------------- | ---------------------- | -------------------- | ----------------- |
| 423701 | 2006 AW56              | 7 de gener de 2006     | Mount Lemmon         | Mt. Lemmon Survey |
| 423702 | 2006 AD64              | 7 de gener de 2006     | Mount Lemmon         | Mt. Lemmon Survey |
| 423703 | 2006 AV69              | 6 de gener de 2006     | Kitt Peak            | Spacewatch        |
| 423704 | 2006 AG88              | 5 de gener de 2006     | Kitt Peak            | Spacewatch        |
| 423705 | 2006 AV94              | 8 de gener de 2006     | Kitt Peak            | Spacewatch        |
| 423706 | 2006 AB96              | 10 de gener de 2006    | Kitt Peak            | Spacewatch        |
| 423707 | 2006 AJ104             | 7 de gener de 2006     | Mount Lemmon         | Mt. Lemmon Survey |
| 423708 | 2006 BK3               | 21 de gener de 2006    | Kitt Peak            | Spacewatch        |
| 423709 | 2006 BQ6               | 22 de gener de 2006    | Mount Lemmon         | Mt. Lemmon Survey |
| 423710 | 2006 BH29              | 23 de gener de 2006    | Nyukasa              | Nyukasa           |
| 423711 | 2006 BJ35              | 22 de gener de 2006    | Mount Lemmon         | Mt. Lemmon Survey |
| 423712 | 2006 BQ62              | 25 de gener de 2006    | Junk Bond            | D. Healy          |
| 423713 | 2006 BB64              | 22 de gener de 2006    | Catalina             | CSS               |
| 423714 | 2006 BR65              | 23 de gener de 2006    | Kitt Peak            | Spacewatch        |
| 423715 | 2006 BZ69              | 23 de gener de 2006    | Kitt Peak            | Spacewatch        |
| 423716 | 2006 BQ70              | 23 de gener de 2006    | Kitt Peak            | Spacewatch        |
| 423717 | 2006 BP75              | 23 de gener de 2006    | Kitt Peak            | Spacewatch        |
| 423718 | 2006 BL76              | 23 de gener de 2006    | Kitt Peak            | Spacewatch        |
| 423719 | 2006 BR76              | 23 de gener de 2006    | Kitt Peak            | Spacewatch        |
| 423720 | 2006 BO88              | 25 de gener de 2006    | Kitt Peak            | Spacewatch        |
| 423721 | 2006 BH89              | 25 de gener de 2006    | Kitt Peak            | Spacewatch        |
| 423722 | 2006 BJ96              | 6 de gener de 2006     | Mount Lemmon         | Mt. Lemmon Survey |
| 423723 | 2006 BM105             | 4 de gener de 2006     | Kitt Peak            | Spacewatch        |
| 423724 | 2006 BN111             | 25 de gener de 2006    | Kitt Peak            | Spacewatch        |
| 423725 | 2006 BC117             | 26 de gener de 2006    | Kitt Peak            | Spacewatch        |
| 423726 | 2006 BS117             | 26 de gener de 2006    | Mount Lemmon         | Mt. Lemmon Survey |
| 423727 | 2006 BS132             | 26 de gener de 2006    | Kitt Peak            | Spacewatch        |
| 423728 | 2006 BC135             | 7 de gener de 2006     | Mount Lemmon         | Mt. Lemmon Survey |
| 423729 | 2006 BU136             | 28 de gener de 2006    | Mount Lemmon         | Mt. Lemmon Survey |
| 423730 | 2006 BT156             | 25 de gener de 2006    | Kitt Peak            | Spacewatch        |
| 423731 | 2006 BZ175             | 27 de gener de 2006    | Kitt Peak            | Spacewatch        |
| 423732 | 2006 BR185             | 28 de gener de 2006    | Mount Lemmon         | Mt. Lemmon Survey |
| 423733 | 2006 BJ186             | 28 de gener de 2006    | Mount Lemmon         | Mt. Lemmon Survey |
| 423734 | 2006 BM194             | 30 de gener de 2006    | Kitt Peak            | Spacewatch        |
| 423735 | 2006 BR204             | 31 de gener de 2006    | Kitt Peak            | Spacewatch        |
| 423736 | 2006 BP206             | 31 de gener de 2006    | Mount Lemmon         | Mt. Lemmon Survey |
| 423737 | 2006 BS210             | 31 de gener de 2006    | Mount Lemmon         | Mt. Lemmon Survey |
| 423738 | 2006 BM220             | 30 de gener de 2006    | Kitt Peak            | Spacewatch        |
| 423739 | 2006 BE232             | 31 de gener de 2006    | Kitt Peak            | Spacewatch        |
| 423740 | 2006 BD236             | 31 de gener de 2006    | Kitt Peak            | Spacewatch        |
| 423741 | 2006 BH238             | 23 de gener de 2006    | Kitt Peak            | Spacewatch        |
| 423742 | 2006 BX239             | 31 de gener de 2006    | Kitt Peak            | Spacewatch        |
| 423743 | 2006 BE252             | 31 de gener de 2006    | Kitt Peak            | Spacewatch        |
| 423744 | 2006 BB263             | 25 de gener de 2006    | Kitt Peak            | Spacewatch        |
| 423745 | 2006 BC275             | 26 de gener de 2006    | Mount Lemmon         | Mt. Lemmon Survey |
| 423746 | 2006 BA277             | 26 de gener de 2006    | Mount Lemmon         | Mt. Lemmon Survey |
| 423747 | 2006 CX                | 3 de febrer de 2006    | Catalina             | CSS               |
| 423748 | 2006 CK4               | 1 de febrer de 2006    | Mount Lemmon         | Mt. Lemmon Survey |
| 423749 | 2006 CH18              | 1 de febrer de 2006    | Mount Lemmon         | Mt. Lemmon Survey |
| 423750 | 2006 CA46              | 28 de desembre de 2005 | Kitt Peak            | Spacewatch        |
| 423751 | 2006 CF47              | 25 de gener de 2006    | Kitt Peak            | Spacewatch        |
| 423752 | 2006 DX5               | 28 de desembre de 2005 | Mount Lemmon         | Mt. Lemmon Survey |
| 423753 | 2006 DJ6               | 20 de febrer de 2006   | Catalina             | CSS               |
| 423754 | 2006 DT21              | 20 de febrer de 2006   | Kitt Peak            | Spacewatch        |
| 423755 | 2006 DK37              | 20 de febrer de 2006   | Kitt Peak            | Spacewatch        |
| 423756 | 2006 DZ43              | 20 de febrer de 2006   | Kitt Peak            | Spacewatch        |
| 423757 | 2006 DZ45              | 20 de febrer de 2006   | Kitt Peak            | Spacewatch        |
| 423758 | 2006 DJ47              | 30 de gener de 2006    | Kitt Peak            | Spacewatch        |
| 423759 | 2006 DC49              | 21 de febrer de 2006   | Catalina             | CSS               |
| 423760 | 2006 DK61              | 24 de febrer de 2006   | Kitt Peak            | Spacewatch        |
| 423761 | 2006 DV70              | 18 d'octubre de 2003   | Kitt Peak            | Spacewatch        |
| 423762 | 2006 DZ76              | 24 de febrer de 2006   | Kitt Peak            | Spacewatch        |
| 423763 | 2006 DR99              | 25 de febrer de 2006   | Kitt Peak            | Spacewatch        |
| 423764 | 2006 DP100             | 25 de febrer de 2006   | Mount Lemmon         | Mt. Lemmon Survey |
| 423765 | 2006 DZ107             | 25 de febrer de 2006   | Kitt Peak            | Spacewatch        |
| 423766 | 2006 DM113             | 27 de febrer de 2006   | Kitt Peak            | Spacewatch        |
| 423767 | 2006 DE120             | 26 de gener de 2006    | Catalina             | CSS               |
| 423768 | 2006 DJ131             | 25 de febrer de 2006   | Kitt Peak            | Spacewatch        |
| 423769 | 2006 DY143             | 30 de gener de 2006    | Kitt Peak            | Spacewatch        |
| 423770 | 2006 DR145             | 25 de febrer de 2006   | Mount Lemmon         | Mt. Lemmon Survey |
| 423771 | 2006 DW146             | 25 de febrer de 2006   | Kitt Peak            | Spacewatch        |
| 423772 | 2006 DX151             | 25 de febrer de 2006   | Kitt Peak            | Spacewatch        |
| 423773 | 2006 DD152             | 25 de febrer de 2006   | Kitt Peak            | Spacewatch        |
| 423774 | 2006 DD159             | 27 de febrer de 2006   | Kitt Peak            | Spacewatch        |
| 423775 | 2006 DS172             | 27 de febrer de 2006   | Kitt Peak            | Spacewatch        |
| 423776 | 2006 DL195             | 28 de febrer de 2006   | Socorro              | LINEAR            |
| 423777 | 2006 DP210             | 21 de febrer de 2006   | Mount Lemmon         | Mt. Lemmon Survey |
| 423778 | 2006 EJ16              | 2 de març de 2006      | Kitt Peak            | Spacewatch        |
| 423779 | 2006 EN32              | 3 de març de 2006      | Kitt Peak            | Spacewatch        |
| 423780 | 2006 EZ43              | 5 de març de 2006      | Mount Lemmon         | Mt. Lemmon Survey |
| 423781 | 2006 EU44              | 3 de març de 2006      | Catalina             | CSS               |
| 423782 | 2006 EG73              | 6 de març de 2006      | Kitt Peak            | Spacewatch        |
| 423783 | 2006 EK73              | 2 de març de 2006      | Kitt Peak            | Spacewatch        |
| 423784 | 2006 FN1               | 20 de febrer de 2006   | Kitt Peak            | Spacewatch        |
| 423785 | 2006 FG3               | 23 de març de 2006     | Kitt Peak            | Spacewatch        |
| 423786 | 2006 FE8               | 3 de març de 2006      | Mount Lemmon         | Mt. Lemmon Survey |
| 423787 | 2006 FC43              | 29 de març de 2006     | Kitt Peak            | Spacewatch        |
| 423788 | 2006 GG11              | 2 d'abril de 2006      | Kitt Peak            | Spacewatch        |
| 423789 | 2006 GJ30              | 23 de març de 2006     | Kitt Peak            | Spacewatch        |
| 423790 | 2006 GY50              | 2 d'abril de 2006      | Anderson Mesa        | LONEOS            |
| 423791 | 2006 GZ50              | 2 d'abril de 2006      | Anderson Mesa        | LONEOS            |
| 423792 | 2006 HN3               | 3 de novembre de 2004  | Kitt Peak            | Spacewatch        |
| 423793 | 2006 HQ17              | 18 d'abril de 2006     | Catalina             | CSS               |
| 423794 | 2006 HP28              | 20 d'abril de 2006     | Kitt Peak            | Spacewatch        |
| 423795 | 2006 HQ34              | 19 d'abril de 2006     | Catalina             | CSS               |
| 423796 | 2006 HX39              | 21 d'abril de 2006     | Kitt Peak            | Spacewatch        |
| 423797 | 2006 HT40              | 21 d'abril de 2006     | Kitt Peak            | Spacewatch        |
| 423798 | 2006 HU53              | 19 d'abril de 2006     | Catalina             | CSS               |
| 423799 | 2006 HH60              | 26 d'abril de 2006     | Anderson Mesa        | LONEOS            |
| 423800 | 2006 HP64              | 24 d'abril de 2006     | Kitt Peak            | Spacewatch        |

## 423801-423900
| Nom    | Designació provisional | Data de descobriment   | Lloc de descobriment | Descobridor/s     |
| ------ | ---------------------- | ---------------------- | -------------------- | ----------------- |
| 423801 | 2006 HT66              | 24 d'abril de 2006     | Kitt Peak            | Spacewatch        |
| 423802 | 2006 HB74              | 25 d'abril de 2006     | Kitt Peak            | Spacewatch        |
| 423803 | 2006 HC84              | 26 d'abril de 2006     | Kitt Peak            | Spacewatch        |
| 423804 | 2006 HW91              | 29 d'abril de 2006     | Kitt Peak            | Spacewatch        |
| 423805 | 2006 HG94              | 29 d'abril de 2006     | Kitt Peak            | Spacewatch        |
| 423806 | 2006 HT101             | 30 d'abril de 2006     | Kitt Peak            | Spacewatch        |
| 423807 | 2006 HE105             | 21 d'abril de 2006     | Catalina             | CSS               |
| 423808 | 2006 HZ113             | 25 d'abril de 2006     | Kitt Peak            | Spacewatch        |
| 423809 | 2006 JN3               | 2 de maig de 2006      | Mount Lemmon         | Mt. Lemmon Survey |
| 423810 | 2006 JQ30              | 3 de maig de 2006      | Mount Lemmon         | Mt. Lemmon Survey |
| 423811 | 2006 JJ34              | 4 de maig de 2006      | Kitt Peak            | Spacewatch        |
| 423812 | 2006 JZ34              | 4 de maig de 2006      | Kitt Peak            | Spacewatch        |
| 423813 | 2006 JD44              | 6 de maig de 2006      | Kitt Peak            | Spacewatch        |
| 423814 | 2006 KO9               | 30 d'abril de 2006     | Catalina             | CSS               |
| 423815 | 2006 KH13              | 20 de maig de 2006     | Kitt Peak            | Spacewatch        |
| 423816 | 2006 KA18              | 21 de maig de 2006     | Kitt Peak            | Spacewatch        |
| 423817 | 2006 KG22              | 20 de maig de 2006     | Kitt Peak            | Spacewatch        |
| 423818 | 2006 KM27              | 20 de maig de 2006     | Mount Lemmon         | Mt. Lemmon Survey |
| 423819 | 2006 KW37              | 9 de maig de 2006      | Mount Lemmon         | Mt. Lemmon Survey |
| 423820 | 2006 KY43              | 21 de maig de 2006     | Kitt Peak            | Spacewatch        |
| 423821 | 2006 KD48              | 8 de maig de 2006      | Kitt Peak            | Spacewatch        |
| 423822 | 2006 KQ57              | 9 de maig de 2006      | Mount Lemmon         | Mt. Lemmon Survey |
| 423823 | 2006 KN74              | 23 de maig de 2006     | Kitt Peak            | Spacewatch        |
| 423824 | 2006 KW83              | 21 de maig de 2006     | Mount Lemmon         | Mt. Lemmon Survey |
| 423825 | 2006 KF119             | 31 de maig de 2006     | Kitt Peak            | Spacewatch        |
| 423826 | 2006 KM119             | 31 de maig de 2006     | Kitt Peak            | Spacewatch        |
| 423827 | 2006 MZ4               | 30 de maig de 2006     | Mount Lemmon         | Mt. Lemmon Survey |
| 423828 | 2006 MF6               | 24 de maig de 2006     | Mount Lemmon         | Mt. Lemmon Survey |
| 423829 | 2006 ME10              | 17 de juny de 2006     | Kitt Peak            | Spacewatch        |
| 423830 | 2006 MN10              | 24 de maig de 2006     | Mount Lemmon         | Mt. Lemmon Survey |
| 423831 | 2006 OY2               | 17 de juliol de 2006   | Eskridge             | Eskridge          |
| 423832 | 2006 OO7               | 18 de juliol de 2006   | Mount Lemmon         | Mt. Lemmon Survey |
| 423833 | 2006 OH11              | 20 de juliol de 2006   | Palomar              | NEAT              |
| 423834 | 2006 OK11              | 20 de juliol de 2006   | Palomar              | NEAT              |
| 423835 | 2006 PT2               | 12 d'agost de 2006     | Palomar              | NEAT              |
| 423836 | 2006 PD17              | 15 d'agost de 2006     | Palomar              | NEAT              |
| 423837 | 2006 PO21              | 15 d'agost de 2006     | Palomar              | NEAT              |
| 423838 | 2006 QZ7               | 19 d'agost de 2006     | Kitt Peak            | Spacewatch        |
| 423839 | 2006 QS16              | 17 d'agost de 2006     | Palomar              | NEAT              |
| 423840 | 2006 QM25              | 18 d'agost de 2006     | Kitt Peak            | Spacewatch        |
| 423841 | 2006 QR25              | 18 d'agost de 2006     | Kitt Peak            | Spacewatch        |
| 423842 | 2006 QK32              | 20 d'agost de 2006     | Kitt Peak            | Spacewatch        |
| 423843 | 2006 QW43              | 19 d'agost de 2006     | Anderson Mesa        | LONEOS            |
| 423844 | 2006 QZ45              | 19 d'agost de 2006     | Palomar              | NEAT              |
| 423845 | 2006 QY61              | 25 de juliol de 2006   | Mount Lemmon         | Mt. Lemmon Survey |
| 423846 | 2006 QO64              | 27 d'agost de 2006     | Kitt Peak            | Spacewatch        |
| 423847 | 2006 QS64              | 27 d'agost de 2006     | Kitt Peak            | Spacewatch        |
| 423848 | 2006 QS72              | 21 d'agost de 2006     | Kitt Peak            | Spacewatch        |
| 423849 | 2006 QP93              | 16 d'agost de 2006     | Palomar              | NEAT              |
| 423850 | 2006 QS94              | 16 d'agost de 2006     | Palomar              | NEAT              |
| 423851 | 2006 QN96              | 16 d'agost de 2006     | Palomar              | NEAT              |
| 423852 | 2006 QW115             | 27 d'agost de 2006     | Anderson Mesa        | LONEOS            |
| 423853 | 2006 QB118             | 27 d'agost de 2006     | Anderson Mesa        | LONEOS            |
| 423854 | 2006 QM130             | 20 d'agost de 2006     | Palomar              | NEAT              |
| 423855 | 2006 QG133             | 23 d'agost de 2006     | Palomar              | NEAT              |
| 423856 | 2006 QL138             | 16 d'agost de 2006     | Palomar              | NEAT              |
| 423857 | 2006 QN145             | 18 d'agost de 2006     | Kitt Peak            | Spacewatch        |
| 423858 | 2006 QY162             | 21 d'agost de 2006     | Kitt Peak            | Spacewatch        |
| 423859 | 2006 QU164             | 29 d'agost de 2006     | Anderson Mesa        | LONEOS            |
| 423860 | 2006 QQ170             | 19 d'agost de 2006     | Kitt Peak            | Spacewatch        |
| 423861 | 2006 RD2               | 14 de setembre de 2006 | Catalina             | CSS               |
| 423862 | 2006 RR3               | 29 d'agost de 2006     | Anderson Mesa        | LONEOS            |
| 423863 | 2006 RP14              | 14 de setembre de 2006 | Kitt Peak            | Spacewatch        |
| 423864 | 2006 RJ15              | 14 de setembre de 2006 | Palomar              | NEAT              |
| 423865 | 2006 RU19              | 29 d'agost de 2006     | Catalina             | CSS               |
| 423866 | 2006 RR21              | 15 de setembre de 2006 | Kitt Peak            | Spacewatch        |
| 423867 | 2006 RV26              | 14 de setembre de 2006 | Kitt Peak            | Spacewatch        |
| 423868 | 2006 RL29              | 15 de setembre de 2006 | Kitt Peak            | Spacewatch        |
| 423869 | 2006 RY31              | 15 de setembre de 2006 | Kitt Peak            | Spacewatch        |
| 423870 | 2006 RD34              | 28 d'agost de 2006     | Anderson Mesa        | LONEOS            |
| 423871 | 2006 RF34              | 12 de setembre de 2006 | Catalina             | CSS               |
| 423872 | 2006 RN43              | 14 de setembre de 2006 | Kitt Peak            | Spacewatch        |
| 423873 | 2006 RO45              | 14 de setembre de 2006 | Kitt Peak            | Spacewatch        |
| 423874 | 2006 RZ45              | 14 de setembre de 2006 | Kitt Peak            | Spacewatch        |
| 423875 | 2006 RC50              | 17 de setembre de 1995 | Kitt Peak            | Spacewatch        |
| 423876 | 2006 RA57              | 14 de setembre de 2006 | Catalina             | CSS               |
| 423877 | 2006 RP65              | 27 d'agost de 2006     | Anderson Mesa        | LONEOS            |
| 423878 | 2006 RG68              | 15 de setembre de 2006 | Kitt Peak            | Spacewatch        |
| 423879 | 2006 RS76              | 15 de setembre de 2006 | Kitt Peak            | Spacewatch        |
| 423880 | 2006 RU77              | 15 de setembre de 2006 | Kitt Peak            | Spacewatch        |
| 423881 | 2006 RN85              | 15 de setembre de 2006 | Kitt Peak            | Spacewatch        |
| 423882 | 2006 RR85              | 15 de setembre de 2006 | Kitt Peak            | Spacewatch        |
| 423883 | 2006 RO91              | 15 de setembre de 2006 | Kitt Peak            | Spacewatch        |
| 423884 | 2006 RQ96              | 15 de setembre de 2006 | Kitt Peak            | Spacewatch        |
| 423885 | 2006 RY96              | 15 de setembre de 2006 | Kitt Peak            | Spacewatch        |
| 423886 | 2006 RR102             | 14 de setembre de 2006 | Kitt Peak            | Spacewatch        |
| 423887 | 2006 SN29              | 17 de setembre de 2006 | Kitt Peak            | Spacewatch        |
| 423888 | 2006 SV33              | 17 de setembre de 2006 | Catalina             | CSS               |
| 423889 | 2006 SG37              | 17 de setembre de 2006 | Kitt Peak            | Spacewatch        |
| 423890 | 2006 ST40              | 18 de setembre de 2006 | Catalina             | CSS               |
| 423891 | 2006 SM43              | 21 d'agost de 2006     | Kitt Peak            | Spacewatch        |
| 423892 | 2006 SS58              | 20 de setembre de 2006 | Kitt Peak            | Spacewatch        |
| 423893 | 2006 SL62              | 18 de setembre de 2006 | Anderson Mesa        | LONEOS            |
| 423894 | 2006 SS62              | 18 de setembre de 2006 | Catalina             | CSS               |
| 423895 | 2006 SX68              | 15 de setembre de 2006 | Kitt Peak            | Spacewatch        |
| 423896 | 2006 SW89              | 18 de setembre de 2006 | Kitt Peak            | Spacewatch        |
| 423897 | 2006 SK94              | 18 de setembre de 2006 | Kitt Peak            | Spacewatch        |
| 423898 | 2006 SN139             | 21 de setembre de 2006 | Anderson Mesa        | LONEOS            |
| 423899 | 2006 SQ192             | 26 de setembre de 2006 | Mount Lemmon         | Mt. Lemmon Survey |
| 423900 | 2006 SW200             | 24 de setembre de 2006 | Kitt Peak            | Spacewatch        |

## 423901-424000
| Nom    | Designació provisional | Data de descobriment   | Lloc de descobriment | Descobridor/s     |
| ------ | ---------------------- | ---------------------- | -------------------- | ----------------- |
| 423901 | 2006 SL208             | 26 de setembre de 2006 | Socorro              | LINEAR            |
| 423902 | 2006 SR227             | 26 de setembre de 2006 | Kitt Peak            | Spacewatch        |
| 423903 | 2006 SM231             | 26 de setembre de 2006 | Kitt Peak            | Spacewatch        |
| 423904 | 2006 SV242             | 2 d'abril de 2005      | Mount Lemmon         | Mt. Lemmon Survey |
| 423905 | 2006 SO244             | 26 de setembre de 2006 | Kitt Peak            | Spacewatch        |
| 423906 | 2006 SO275             | 27 de setembre de 2006 | Mount Lemmon         | Mt. Lemmon Survey |
| 423907 | 2006 SO286             | 19 de setembre de 2006 | Catalina             | CSS               |
| 423908 | 2006 SE298             | 25 de setembre de 2006 | Mount Lemmon         | Mt. Lemmon Survey |
| 423909 | 2006 SC300             | 19 de setembre de 2006 | Catalina             | CSS               |
| 423910 | 2006 SN304             | 27 de setembre de 2006 | Kitt Peak            | Spacewatch        |
| 423911 | 2006 SB316             | 20 d'octubre de 1995   | Kitt Peak            | Spacewatch        |
| 423912 | 2006 SX317             | 27 de setembre de 2006 | Kitt Peak            | Spacewatch        |
| 423913 | 2006 SY323             | 27 de setembre de 2006 | Kitt Peak            | Spacewatch        |
| 423914 | 2006 SL326             | 27 de setembre de 2006 | Kitt Peak            | Spacewatch        |
| 423915 | 2006 SC333             | 14 de setembre de 2006 | Kitt Peak            | Spacewatch        |
| 423916 | 2006 SX335             | 18 de setembre de 2006 | Catalina             | CSS               |
| 423917 | 2006 SS339             | 28 de setembre de 2006 | Kitt Peak            | Spacewatch        |
| 423918 | 2006 SS350             | 21 d'agost de 2006     | Kitt Peak            | Spacewatch        |
| 423919 | 2006 SJ355             | 30 de setembre de 2006 | Mount Lemmon         | Mt. Lemmon Survey |
| 423920 | 2006 SX357             | 30 de setembre de 2006 | Mount Lemmon         | Mt. Lemmon Survey |
| 423921 | 2006 SU361             | 30 de setembre de 2006 | Mount Lemmon         | Mt. Lemmon Survey |
| 423922 | 2006 SX392             | 27 de setembre de 2006 | Mount Lemmon         | Mt. Lemmon Survey |
| 423923 | 2006 SW395             | 17 de setembre de 2006 | Mauna Kea            | J. Masiero        |
| 423924 | 2006 SH396             | 17 de setembre de 2006 | Kitt Peak            | Spacewatch        |
| 423925 | 2006 SB397             | 30 de gener de 2004    | Kitt Peak            | Spacewatch        |
| 423926 | 2006 SL403             | 27 de setembre de 2006 | Mount Lemmon         | Mt. Lemmon Survey |
| 423927 | 2006 SD406             | 18 de setembre de 2006 | Kitt Peak            | Spacewatch        |
| 423928 | 2006 SB413             | 19 de setembre de 2006 | Catalina             | CSS               |
| 423929 | 2006 TK1               | 18 de setembre de 2006 | Catalina             | CSS               |
| 423930 | 2006 TV16              | 18 de setembre de 2006 | Kitt Peak            | Spacewatch        |
| 423931 | 2006 TW30              | 25 de setembre de 2006 | Mount Lemmon         | Mt. Lemmon Survey |
| 423932 | 2006 TP44              | 12 d'octubre de 2006   | Kitt Peak            | Spacewatch        |
| 423933 | 2006 TS44              | 12 d'octubre de 2006   | Kitt Peak            | Spacewatch        |
| 423934 | 2006 TA75              | 11 d'octubre de 2006   | Palomar              | NEAT              |
| 423935 | 2006 TC80              | 13 d'octubre de 2006   | Kitt Peak            | Spacewatch        |
| 423936 | 2006 TD82              | 4 d'octubre de 2006    | Mount Lemmon         | Mt. Lemmon Survey |
| 423937 | 2006 TV102             | 15 d'octubre de 2006   | Kitt Peak            | Spacewatch        |
| 423938 | 2006 TP117             | 3 d'octubre de 2006    | Apache Point         | A. C. Becker      |
| 423939 | 2006 TP124             | 3 d'octubre de 2006    | Mount Lemmon         | Mt. Lemmon Survey |
| 423940 | 2006 TQ125             | 13 d'octubre de 2006   | Kitt Peak            | Spacewatch        |
| 423941 | 2006 TH126             | 3 d'octubre de 2006    | Mount Lemmon         | Mt. Lemmon Survey |
| 423942 | 2006 TV127             | 12 d'octubre de 2006   | Kitt Peak            | Spacewatch        |
| 423943 | 2006 TZ129             | 2 d'octubre de 2006    | Mount Lemmon         | Mt. Lemmon Survey |
| 423944 | 2006 UX3               | 17 d'octubre de 2006   | Mount Lemmon         | Mt. Lemmon Survey |
| 423945 | 2006 UK5               | 30 de setembre de 2006 | Mount Lemmon         | Mt. Lemmon Survey |
| 423946 | 2006 UX7               | 16 d'octubre de 2006   | Catalina             | CSS               |
| 423947 | 2006 UC8               | 2 d'octubre de 2006    | Mount Lemmon         | Mt. Lemmon Survey |
| 423948 | 2006 UX15              | 17 d'octubre de 2006   | Mount Lemmon         | Mt. Lemmon Survey |
| 423949 | 2006 UR18              | 25 de setembre de 2006 | Kitt Peak            | Spacewatch        |
| 423950 | 2006 UB22              | 25 de setembre de 2006 | Kitt Peak            | Spacewatch        |
| 423951 | 2006 UY30              | 2 d'octubre de 2006    | Mount Lemmon         | Mt. Lemmon Survey |
| 423952 | 2006 UO49              | 17 d'octubre de 2006   | Catalina             | CSS               |
| 423953 | 2006 UJ59              | 19 d'octubre de 2006   | Kitt Peak            | Spacewatch        |
| 423954 | 2006 UC61              | 19 d'octubre de 2006   | Kitt Peak            | Spacewatch        |
| 423955 | 2006 UN72              | 17 d'octubre de 2006   | Catalina             | CSS               |
| 423956 | 2006 UF75              | 17 d'octubre de 2006   | Goodricke-Pigott     | R. A. Tucker      |
| 423957 | 2006 UM80              | 17 d'octubre de 2006   | Mount Lemmon         | Mt. Lemmon Survey |
| 423958 | 2006 UB88              | 17 d'octubre de 2006   | Kitt Peak            | Spacewatch        |
| 423959 | 2006 UU97              | 18 d'octubre de 2006   | Kitt Peak            | Spacewatch        |
| 423960 | 2006 US102             | 18 d'octubre de 2006   | Kitt Peak            | Spacewatch        |
| 423961 | 2006 UG107             | 18 d'octubre de 2006   | Kitt Peak            | Spacewatch        |
| 423962 | 2006 UD115             | 19 d'octubre de 2006   | Kitt Peak            | Spacewatch        |
| 423963 | 2006 UM148             | 20 d'octubre de 2006   | Mount Lemmon         | Mt. Lemmon Survey |
| 423964 | 2006 UO175             | 16 d'octubre de 2006   | Catalina             | CSS               |
| 423965 | 2006 UU182             | 16 d'octubre de 2006   | Catalina             | CSS               |
| 423966 | 2006 UU188             | 19 d'octubre de 2006   | Catalina             | CSS               |
| 423967 | 2006 UE224             | 30 de setembre de 2006 | Catalina             | CSS               |
| 423968 | 2006 UJ224             | 19 d'octubre de 2006   | Catalina             | CSS               |
| 423969 | 2006 UA236             | 25 de setembre de 2006 | Kitt Peak            | Spacewatch        |
| 423970 | 2006 UK246             | 27 d'octubre de 2006   | Mount Lemmon         | Mt. Lemmon Survey |
| 423971 | 2006 UN254             | 27 d'octubre de 2006   | Mount Lemmon         | Mt. Lemmon Survey |
| 423972 | 2006 UG274             | 27 d'octubre de 2006   | Kitt Peak            | Spacewatch        |
| 423973 | 2006 UC279             | 30 de setembre de 2006 | Mount Lemmon         | Mt. Lemmon Survey |
| 423974 | 2006 UP330             | 16 d'octubre de 2006   | Apache Point         | A. C. Becker      |
| 423975 | 2006 UO331             | 23 d'octubre de 2006   | Mount Lemmon         | Mt. Lemmon Survey |
| 423976 | 2006 UH336             | 20 d'octubre de 2006   | Kitt Peak            | Spacewatch        |
| 423977 | 2006 VK4               | 13 d'octubre de 2006   | Kitt Peak            | Spacewatch        |
| 423978 | 2006 VY5               | 10 de novembre de 2006 | Kitt Peak            | Spacewatch        |
| 423979 | 2006 VD22              | 10 de novembre de 2006 | Kitt Peak            | Spacewatch        |
| 423980 | 2006 VH26              | 17 d'octubre de 2006   | Mount Lemmon         | Mt. Lemmon Survey |
| 423981 | 2006 VN27              | 10 de novembre de 2006 | Kitt Peak            | Spacewatch        |
| 423982 | 2006 VZ45              | 14 de novembre de 2006 | Mount Lemmon         | Mt. Lemmon Survey |
| 423983 | 2006 VW50              | 10 de novembre de 2006 | Kitt Peak            | Spacewatch        |
| 423984 | 2006 VF52              | 11 de novembre de 2006 | Kitt Peak            | Spacewatch        |
| 423985 | 2006 VD58              | 23 d'octubre de 2006   | Mount Lemmon         | Mt. Lemmon Survey |
| 423986 | 2006 VD61              | 11 de novembre de 2006 | Kitt Peak            | Spacewatch        |
| 423987 | 2006 VW65              | 11 de novembre de 2006 | Kitt Peak            | Spacewatch        |
| 423988 | 2006 VM67              | 28 de setembre de 2006 | Mount Lemmon         | Mt. Lemmon Survey |
| 423989 | 2006 VR70              | 11 de novembre de 2006 | Kitt Peak            | Spacewatch        |
| 423990 | 2006 VS71              | 22 d'octubre de 2006   | Catalina             | CSS               |
| 423991 | 2006 VN80              | 12 de novembre de 2006 | Mount Lemmon         | Mt. Lemmon Survey |
| 423992 | 2006 VP80              | 22 d'octubre de 2006   | Mount Lemmon         | Mt. Lemmon Survey |
| 423993 | 2006 VT80              | 12 de novembre de 2006 | Mount Lemmon         | Mt. Lemmon Survey |
| 423994 | 2006 VA109             | 13 de novembre de 2006 | Kitt Peak            | Spacewatch        |
| 423995 | 2006 VB116             | 19 d'octubre de 2006   | Catalina             | CSS               |
| 423996 | 2006 VU116             | 14 de novembre de 2006 | Kitt Peak            | Spacewatch        |
| 423997 | 2006 VC117             | 14 de novembre de 2006 | Kitt Peak            | Spacewatch        |
| 423998 | 2006 VM119             | 14 de novembre de 2006 | Mount Lemmon         | Mt. Lemmon Survey |
| 423999 | 2006 VR123             | 14 de novembre de 2006 | Kitt Peak            | Spacewatch        |
| 424000 | 2006 VT125             | 20 d'octubre de 2006   | Mount Lemmon         | Mt. Lemmon Survey |